# Sigmund Freud
Sigmund Freud (geboren am 6. Mai 1856 als Sigismund Schlomo Freud in Freiberg in Mähren, Kaisertum Österreich; gestorben am 23. September 1939 in London, Vereinigtes Königreich) war ein österreichischer Arzt, Neurophysiologe, Tiefenpsychologe, Kulturtheoretiker und Religionskritiker. Er ist der Begründer der Psychoanalyse und gilt als einer der einflussreichsten Denker des 20. Jahrhunderts. Seine Theorien und therapeutischen Methoden werden bis heute angewandt, diskutiert und kritisiert.

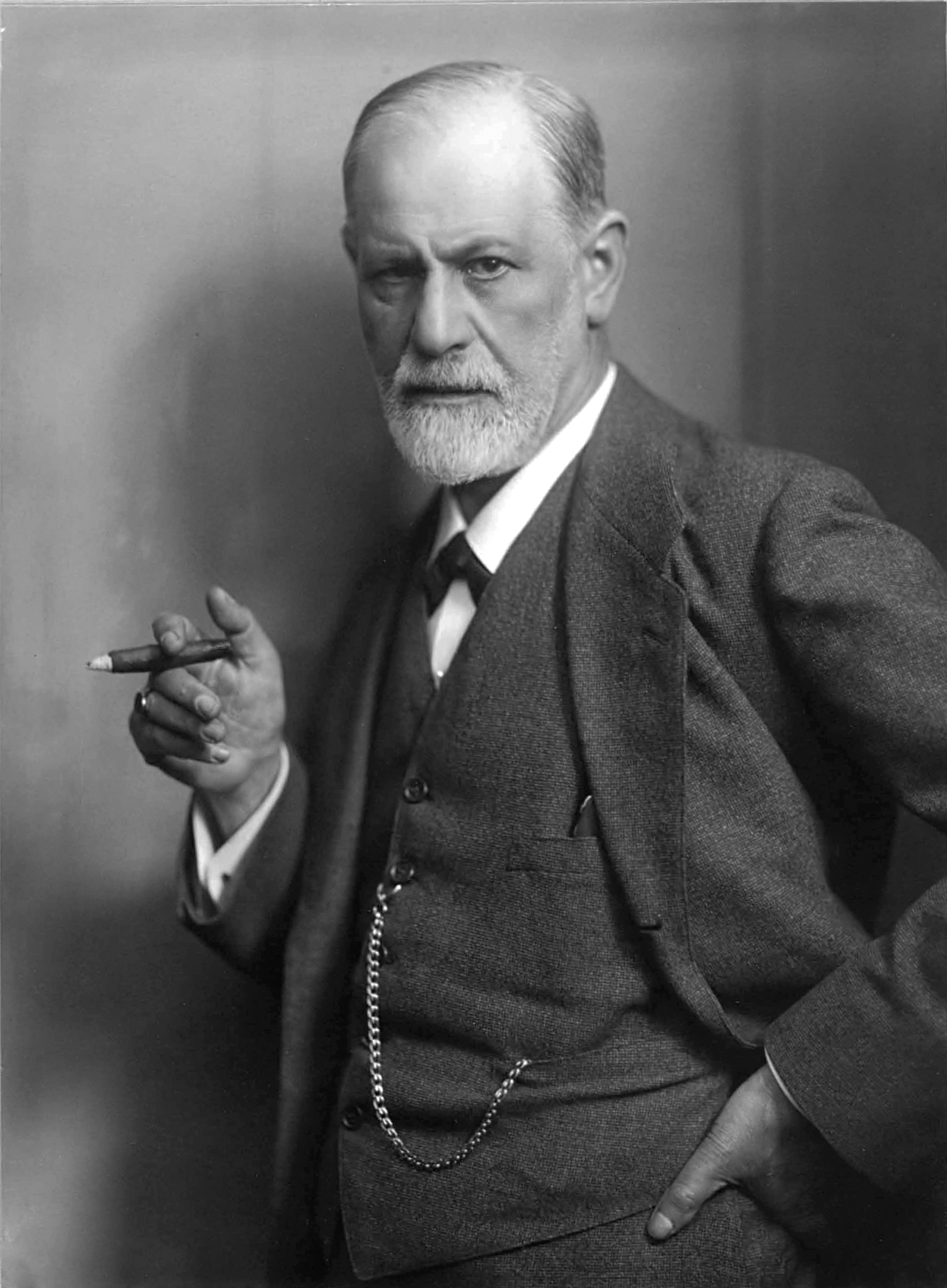
Sigmund Freud (Fotografie von Freuds Schwiegersohn Max Halberstadt, 1921)

Freuds damals neue Vorstellungen einer großen Bedeutung kindlicher sexueller Konfliktlagen und Traumata bei der Entstehung von Neurosen fanden zunächst wenig Resonanz in der Ärzteschaft, sodass er eine lange Phase der Ausgrenzung durchlebte, bevor sich, ausgehend von Wien, allmählich ein Kreis von Anhängern um ihn scharte, um die psychoanalytische Lehre weiterzuentwickeln und zu verbreiten.
Grundlegendes Werk zur Erforschung des Unbewussten war Freuds 1899 erschienenes Buch Die Traumdeutung. Populär wurde auch seine Studie Zur Psychopathologie des Alltagslebens von 1904. Daraus sind bis heute berühmt die später nach Freud benannten Fehlleistungen. Seine 1916/17 veröffentlichten Vorlesungen zur Einführung in die Psychoanalyse kommen einem Lehrbuch am nächsten und gelten bis heute als Freuds meistgelesenes Werk. Hohe Bekanntheit hat daraus das Strukturmodell der Psyche mit den drei Instanzen Es, Ich und Über-Ich. Besonders in seinem Spätwerk zeigte sich Freud als scharfer Religionskritiker. Seine Identifikation mit dem Judentum war nicht religiös, sondern kulturell motiviert.
Eine kritische Auseinandersetzung mit Freuds Lehrmeinungen ließ schon unter seinen frühen Anhängern nicht lange auf sich warten. Eigene Lehren entwickelten erst Alfred Adler, dann auch der von Freud zunächst als Nachfolger vorgesehene C. G. Jung. Zur Hüterin von Freuds Erbe wurde seine Tochter Anna Freud, die sich zur Psychoanalytikerin ausbilden ließ, selbst publizierte und ihren 1923 an Gaumenkrebs erkrankten Vater bei Vorträgen und Kongressen vertrat. Sie blieb auch bei ihm, als er nach der Bücherverbrennung 1933 in Wien ausharrte und begleitete ihn nach dem Anschluss Österreichs 1938 ins Londoner Exil.

## Werdegang und Wegmarken

### Familiäre Verhältnisse

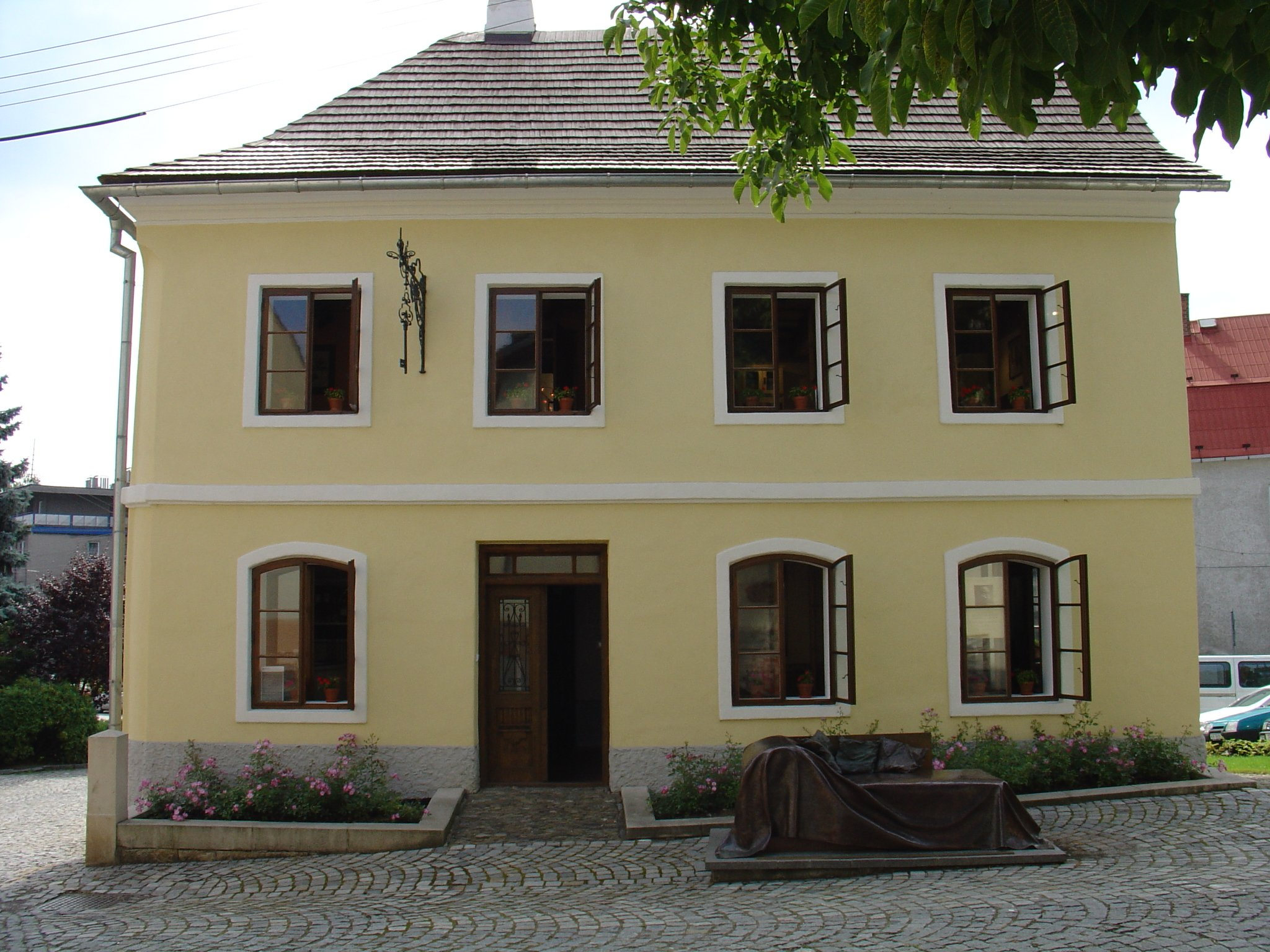
Freuds Geburtshaus in Freiberg (heute Sigmund-Freud-Museum Příbor)

Freud wurde als Sohn jüdischer Eltern aus Galizien in Freiberg in Mähren (tschechisch Příbor) – damals Teil des Kaisertums Österreich, heute in Tschechien – geboren und hieß ursprünglich Sigismund Schlomo Freud. Sein Vater Jacob Freud war Wollhändler, entstammte einer chassidischen Familie, war bei Sigmunds Geburt bereits 40 Jahre alt und in dritter Ehe mit der wesentlich jüngeren Amalia Nathansohn verheiratet. Jacob Freud las zwar die Bibel in hebräischer Schrift und vermittelte seinem Sohn die Faszination für die Geschichten des Alten Testaments, gab die religiösen Bräuche seiner chassidischen Vorfahren aber auf und ließ nur noch einzelne jüdische Feste als Familienfeste feiern. Freud äußerte im Rückblick: „Mein Vater ließ mich in voller Unwissenheit über alles, was das Judentum betrifft, aufwachsen.“
Sigmund Freud hatte zwei ca. 20 Jahre ältere Halbbrüder aus der ersten Ehe seines Vaters, die Österreich aber noch in seinen Kindertagen verließen, um in Manchester ihr Auskommen zu suchen. Der nach ihm geborene jüngere Bruder Julius starb noch vor Freuds zweitem Geburtstag; seine Schwester Anna wurde zum Jahresende 1858 geboren. Als der im Tuchhandel tätige Jacob Freud in Freiberg für sich keine Zukunftsperspektive mehr sah, zog die Familie 1859 erst nach Leipzig und wegen einer für Leipzig nicht erteilten Aufenthaltsgenehmigung weiter nach Wien, wo sie in den von Juden bewohnten Quartieren der Leopoldstadt unterkam und in der Folgezeit noch mehrfach umzog. In den Jahren 1860 bis 1864 kamen Freuds jüngere Schwestern Rosa, Maria, Adolfine und Pauline zur Welt und 1866 sein Bruder Alexander, dessen Namen Sigmund hatte aussuchen dürfen.
Einen argen Reputationsverlust erlitt die Familie 1865, als Jacobs Bruder Josef Freud wegen des Verdachts auf Verbreitung gefälschter russischer Rubel festgenommen und 1866 zu zehn Jahren Haft verurteilt wurde, die er bis 1870 absitzen musste. Polizeiberichten zufolge führte die Spur nach Manchester, wo sich Jacobs Söhne Emmanuel und Philipp Freud aufhielten, ohne dass diese jedoch erwähnt wurden. Sigmund fiel auf, dass die Haare seines Vaters binnen weniger Tage stark ergrauten.

### Gymnasialzeit
Nach dem Besuch einer privaten Volksschule ging Freud ab 1865 auf das Leopoldstädter Communal-Realgymnasium. Das auf das Erlernen der alten Sprachen und den Erwerb historischen Wissens zentrierte humanistische Bildungsangebot kam Freuds Anlagen und Interessen entgegen. Gelesenes vermochte er nach eigenem Bekunden auch in längeren Passagen auswendig herzusagen. Neben dem Pflichtpensum las er für sich in den Schriften der Vorsokratiker, Platons sowie der attischen Tragödiendichter und beschäftigte sich mit archäologischen Studien, insbesondere denen Heinrich Schliemanns zu Troja.
Unter den Geschwistern hatte er als einziger einen eigenen Raum in der Wohnung, den er mehr und mehr mit Büchern füllte. Um beim Lesen keine Zeit zu verlieren, nahm er hier auch oft seine Mahlzeiten ein. Seinen Schwestern half er bei den Hausaufgaben, verlangte aber energisch Rücksichtnahmen auf den eigenen Pauk- und Studienbetrieb. „Als er sich, in seine Bücher vergraben, über den Lärm beklagte, den Annas Klavierstunden machten, verschwand das Piano auf Nimmerwiedersehen.“ Die Familie nahm seine „jungenhafte Herrschsucht“ gleichmütig hin und bestärkte ihn in dem Gefühl der eigenen Außergewöhnlichkeit.
Für die Vorbereitung der Reifeprüfung an den zeitgenössischen österreichischen Gymnasien war umfängliches Auswendiglernen über Monate nötig. Wechselnde Stimmungslagen des Hoffens, Schwankens, der Bestürzung und Erheiterung begleiteten Freud in der Abschlussprüfung im Juli 1873, die mit glänzenden Ergebnissen für ihn endete. In sieben Fächern erreichte er die Bestnote: „Vorzüglich“. Die Übertragungsaufgabe ins Altgriechische bestand aus 33 Versen der Sophokles-Tragödie König Ödipus. Noch im selben Jahr schaffte Freud sich eine deutsche Ausgabe der Tragödien des Sophokles an, mit der er später weiterhin arbeitete.

### Ausgedehntes Medizinstudium
Freud, der auch mit dem Gedanken an ein Studium der Rechtswissenschaft gespielt hatte, entschied sich – in der Absicht, Naturforscher werden zu wollen – für Medizin und immatrikulierte sich im Sommer 1873 an der Universität Wien. Sein Interesse galt dabei vor allem der menschlichen Natur und ihrer Erforschung. Der Andrang auf das Fach war so groß – Anfang der 1870er Jahre studierten an der medizinischen Fakultät der Universität Wien ca. 1.300 Studenten –, dass dort bereits damals die anonyme Atmosphäre einer Massenuniversität herrschte. Freud war von vornherein entschlossen, seine akademischen Interessen nicht auf die Ausbildung als Mediziner zu beschränken. So nahm er bald auch an Vorlesungen Franz Brentanos über Logik, aristotelische Erkenntnistheorie und Empirismus teil und begann Brentanos psychologische Schriften zu lesen. „Sein ganzes Leben stand jetzt unter dem Diktat eines großen, nahezu unersättlichen Bildungstriebs, geprägt von heftigen Neigungswechseln, schwankend zwischen Zoologie, Physiologie und Naturphilosophie“, so Peter-André Alt. Beim Durchlaufen der medizinischen Fachrichtungen ließ sich Freud speziell von den Vorlesungen des Psychiaters Theodor Meynert anregen, in dessen Klinik er nach beendetem Studium 1883 „das breite Spektrum unterschiedlichster Nervenleiden kennenlernte und den Grundstock für eigene Forschungen auf therapeutischem Feld legte.“
Seit Herbst 1874 betrieb Freud seinen eigenen Philosophiezirkel, teils mit früheren Schulkameraden, und widmete sich unter anderem Feuerbachs Werk Das Wesen des Christentums mit Aussagen zur Religionskritik, die ihn dauerhaft beeindruckten. Im Sommer 1875 besuchte er seine Halbbrüder in Manchester und zeigte sich hinfort von englischer Lebensart äußerst positiv eingenommen. Anschließend nahm ihn der Zoologe Carl Claus – von Peter Gay zu den „erfolgreichsten und fruchtbarsten Propagandisten Darwins in deutscher Sprache“ gezählt – als Famulus in sein Labor auf und verschaffte ihm die Möglichkeit, an der von ihm eingerichteten Versuchsstation für Meeresbiologie in Triest Forschungsarbeit an Aal-Hoden zu leisten. 1876 wechselte Freud in das Labor des Physiologen Ernst Wilhelm von Brücke, in dessen Auftrag er, hauptsächlich mikroskopierend, bis 1882 arbeitete und forschte. Die Untersuchungen bezogen sich auf das Nervensystem niederer Fische und im Vergleich dazu auf das menschliche.
Vor den Abschlussprüfungen seines Medizinstudiums hatte Freud 1879 noch seinen einjährigen Militärdienst im Wiener Sanitätskorps zu absolvieren. Da er seine Dissertation Über das Rückenmark niederer Fische bereits vor den Prüfungen abgeschlossen hatte, wurde er schon am Tag nach Bestehen der letzten medizinischen Prüfung auch zum Doktor der Medizin promoviert. Das mit 17 Jahren früh begonnene Medizinstudium endete für den 25-Jährigen vergleichsweise spät. „Seine umfassende Neugier und sein Hang zur Forschung hinderten ihn daran, seinen Doktorgrad innerhalb der üblichen fünf Jahre zu erwerben“, resümiert Peter Gay.

### Berufliche Ausgangslagen

#### Physiologische Forschung und klinische Erfahrungen
Noch mehr als ein Jahr nach der Promotion setzte Freud seine physiologische Forschung in Brückes Labor fort. Schon während des Studiums hatte er einem Freund geschrieben, dass er es bei der Berufsvorbereitung vorziehe, lieber „Tiere zu schinden“ als „Menschen zu quälen“. Als er jedoch im April 1882 Martha Bernays kennenlernte und zu heiraten begehrte, musste er eine deutliche Verbesserung seiner Einkommensverhältnisse anstreben.
Ende Juli 1882 nahm Freud eine Beschäftigung als Assistenzarzt im Wiener Universitätsklinikum an, um auf klinischem Gebiet Kenntnisse zu erwerben, die ihm für den anschließend geplanten Betrieb einer eigenen Praxis nützlich sein sollten. In der Chirurgie, für die ihm das handwerkliche Geschick und Zutrauen fehlten, blieb er nur wenige Wochen und wechselte dann mit einer Empfehlung Meynerts in die von Hermann Nothnagel geführte innere Abteilung, in der er sich aber ebenfalls eher schlecht als recht aufgehoben fühlte. So ergriff er ein halbes Jahr später eine Gelegenheit, in Meynerts psychiatrischer Klinik unterzukommen. Dort bekam er es mit drastischen Krankheitsbildern zu tun, für deren Behandlung Psychopharmaka noch nicht zur Verfügung standen. Auch in der syphilitischen Abteilung beschäftigte man Freud, ein „Gruselkabinett der Geschlechtskrankheiten“ mit hoher Sterberate.

#### Hirnanatomie, Kokain und Pariser Impulse
Jeweils nach Beendigung des Dienstes an den Patienten gegen 19 Uhr begab sich Freud für hirnanatomische Studien in Meynerts Labor. Um diese Forschungsarbeit enger mit der klinischen Tätigkeit verbinden zu können, wechselte er im Januar 1884 in die neurologische Abteilung, wo Nervenleiden wie Lähmungen, Kopfschmerz und Wahrnehmungsstörungen behandelt wurden.
Mit der medizinischen Verwendung der damals neu in sein Blickfeld geratenen Substanz Kokain hatte Freud in doppelter Hinsicht kein Glück: Die von ihm angeregte Verwendung als örtliches Betäubungsmittel ging als wissenschaftliches Verdienst mangels näherer Beschäftigung nicht auf sein Konto, sondern auf das von Carl Koller, der die lokalanästhetische Wirkung des Kokains am Auge untersuchte und publizierte. Freuds an dem befreundeten Arztkollegen Ernst von Fleischl vorgenommene und als unbedenklich angesehene Behandlung einer Morphiumabhängigkeit mittels Kokain-Ersatzgaben zeigte nur anfänglich deutlichen Erfolg, erzeugte aber ebenfalls die fatale Sucht nach Dosissteigerung. Freud, der Kokain in kleinen Dosen unter anderem zur lokalen Behandlung von Nebenhöhlenentzündungen und als leistungssteigerndes Mittel bis 1896 selbst konsumierte, und seine Verlobte Martha, die damit auf seine Empfehlung kleine Beschwerden kurierte, wiesen hingegen keine Suchtmerkmale auf.

### Weitere akademische Laufbahn
Parallel zu seiner klinischen Ausbildung stellte Freud seine Arbeitsergebnisse in neun wissenschaftlichen Aufsätzen zusammen und legte sie zwei Jahre später am 21. Januar 1885 als wissenschaftlichen Nachweis für sein Habilitationsgesuch, dem „Löblichen Professoren-Kollegium der Wiener medizinischen Fakultät“ vor. Er wurde dabei von Meynert, Nothnagel und Brücke unterstützt. Auch das Professorium und schließlich das Erziehungsministerium stimmten am 9. September 1885 der Ernennung zum Privatdozenten an der Universität Wien zu. Um die Lehrbefugnis aufrechterhalten zu können, bot Freud in den folgenden Jahren in jedem Semester ein Kolleg an. Dabei ging es zunächst um neurologische Themen, erst ab 1900 sprach er über psychoanalytische Fragen, beginnend mit der Traumtheorie. Die nicht sehr zahlreichen Hörer bezahlten fünf Gulden pro Semester (2023: 83 Euro).

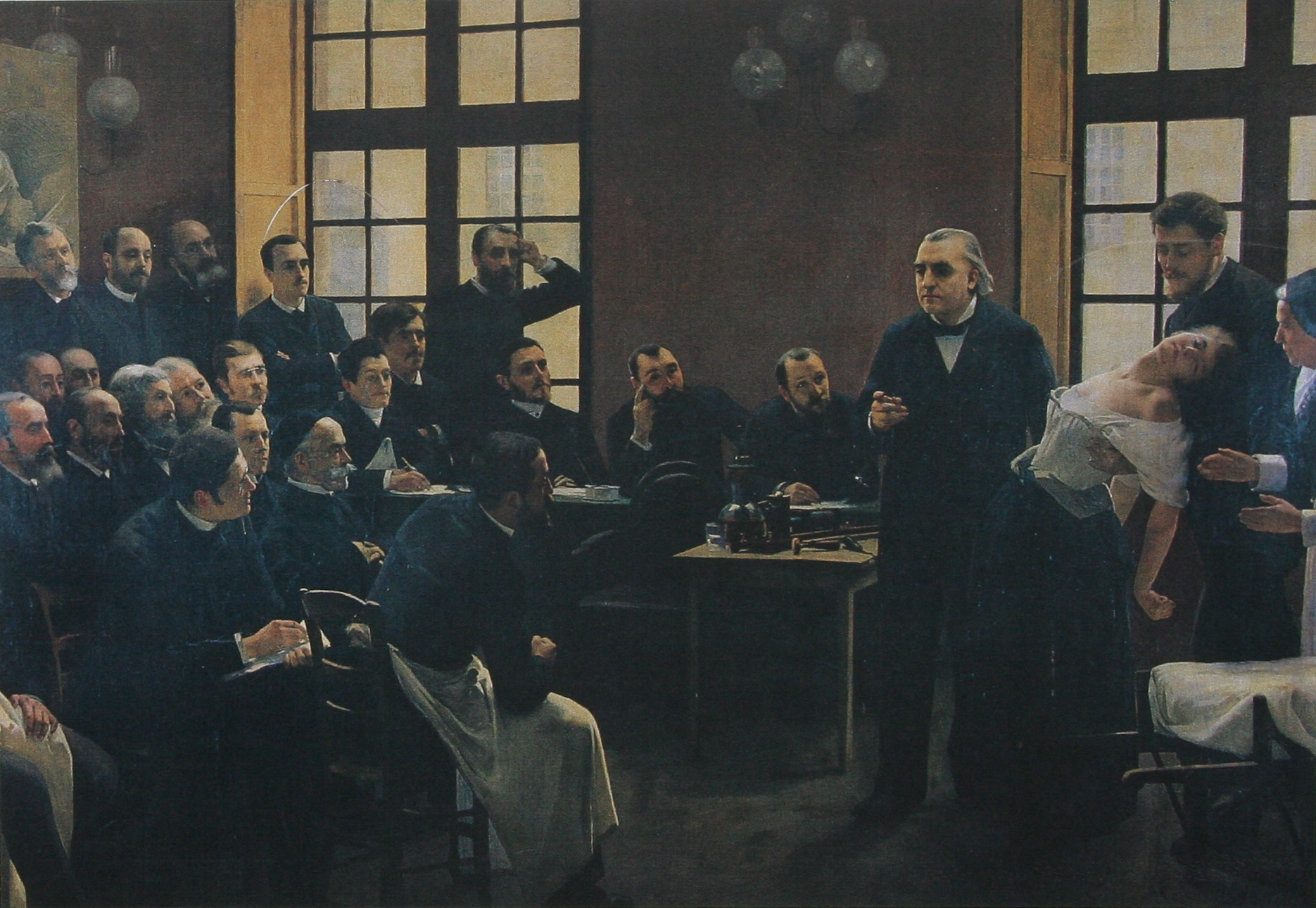
Charcot demonstriert die Wirkung der Hypnose an einer „Hysterikerin“, der Patientin Blanche Wittman, Gemälde von André Brouillet (1887)

Unmittelbar nach Erlangung der Privatdozentur im September 1885 erhielt Freud die Zusage für ein von ihm beantragtes sechsmonatiges Reisestipendium für Nachwuchswissenschaftler und verbrachte es bei Jean-Martin Charcot an der Pariser Salpêtrière, weil die dortige Neuropathologie als die seinerzeit fortschrittlichste überhaupt galt. Nachhaltig beeindruckend für auswärtige Gäste der Einrichtung waren vor allem Charcots im wöchentlichen Turnus vor Fachpublikum stattfindende Patienten-Vorführungen mit Diagnose-Erhebung, bei denen oft eine Hypnotisierung der Kranken die Feststellung der jeweils typischen Krankheitssymptome erleichtern sollte. Auch gab Charcot regelmäßig herausragende Beispiele belebender Vortragskunst in Vorlesungen. Nach Wien zurückgekehrt, übersetzte Freud einige Schriften Charcots und würdigte ihn in einem Nachruf 1893 unter anderem als Entdecker der traumatisch ausgelösten Neurosen und für die Verfeinerung des hypnotischen Verfahrens.
Normalerweise wurden Privatdozenten an der Universität Wien nach vier bis fünf Jahren zum Professor ernannt, so etwa der Neurologe Julius Wagner von Jauregg, der im gleichen Jahr wie Freud Privatdozent geworden war. Freud jedoch hatte diesbezüglich drei Probleme: Seine wissenschaftlichen Thesen waren innerhalb der Universität äußerst umstritten; als Jude hatte er nur wenige Beziehungen zum Erziehungsministerium; und er weigerte sich, die Beziehungen, über die er verfügte, wirksam einzusetzen, obwohl ihm viel an dem Titel lag: Die Beförderung zum Professor „erhebt den Arzt in unserer Gesellschaft zum Halbgott für seine Kranken“. Den Durchbruch brachte der Kontakt einer seiner einflussreichen Patientinnen (Baronin Ferstl) zum Unterrichtsminister, dem sie versprach, ihm für eine geplante staatliche Galerie ein Bild zu schenken. So wurde Freud erst 17 Jahre nach seiner Habilitation am 22. Februar 1902 mit nunmehr 45 Jahren außerordentlicher Professor. Neben seinen wöchentlichen Vorlesungen bot er ab dem Wintersemester 1915 eine besondere Vorlesung am Samstag an, die auch für die Öffentlichkeit zugänglich war und nicht nur von seinen Schülern, sondern auch von Patienten und anderen, an der Psychoanalyse interessierten Personen wahrgenommen wurde: die Einführung in die Psychoanalyse.

### Psychoanalyse im Werden
Die Verwendung der Hypnose als Behandlungsmethode hatte Freud bereits bei dem ihm aus Meynerts Klinik bekannten und befreundeten Arztkollegen Josef Breuer kennengelernt; und er versuchte sich nach den Pariser Erfahrungen auch selbst an ihr, als er sich im April 1886 mit eigener Praxis selbstständig machte. Daneben kümmerte er sich während der zehn folgenden Jahre um den Aufbau und Betrieb der neurologischen Ambulanz am Ersten öffentlichen Kinder-Krankeninstitut im 1. Wiener Gemeindebezirk. Dieses Betätigungsfeld lieferte ihm „Anschauungsmaterial von unschätzbarer Bedeutung“, so Alt, da er „seine spätere Sexualtheorie wesentlich auf Beobachtungen infantiler und pubertärer Veränderungsprozesse gründete.“

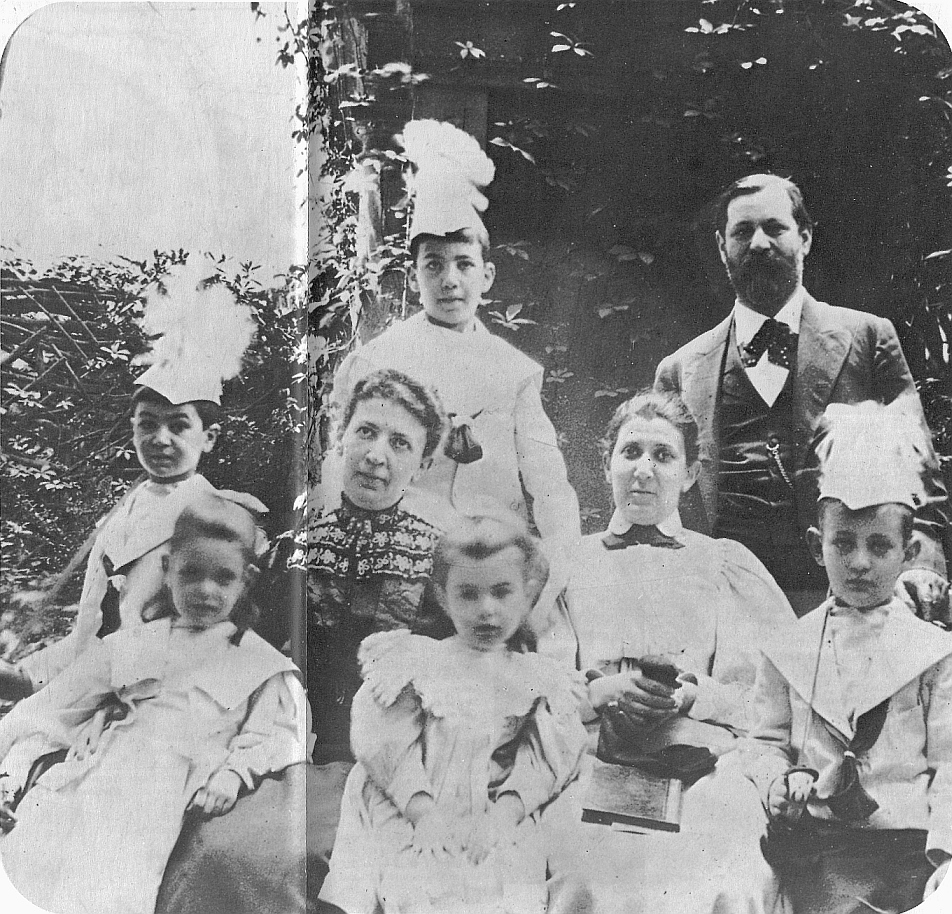
Familie Freud 1898. Vorne: Sophie, Anna and Ernst Freud. Mitte: Oliver und Martha Freud, Minna Bernays. Hinten: Martin und Sigmund Freud.

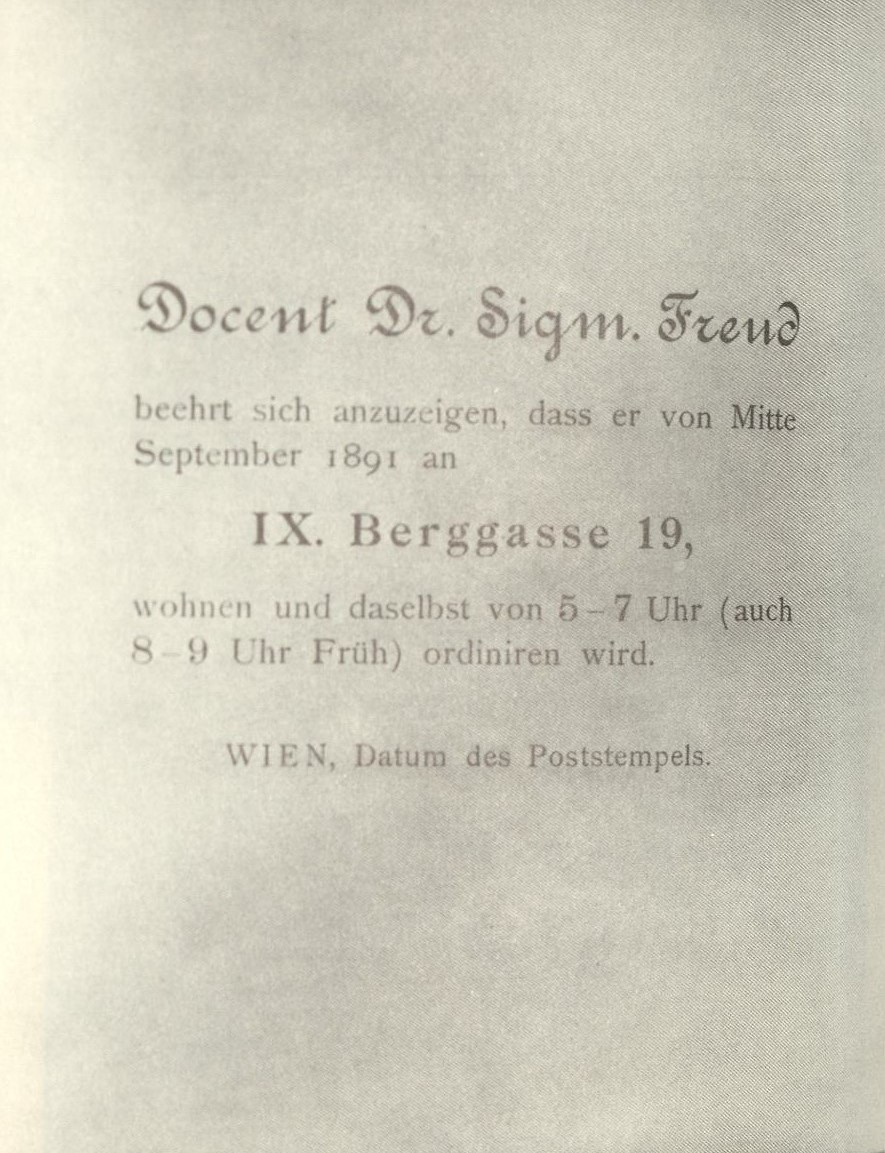
Freud zieht 1891 in die Berggasse 19

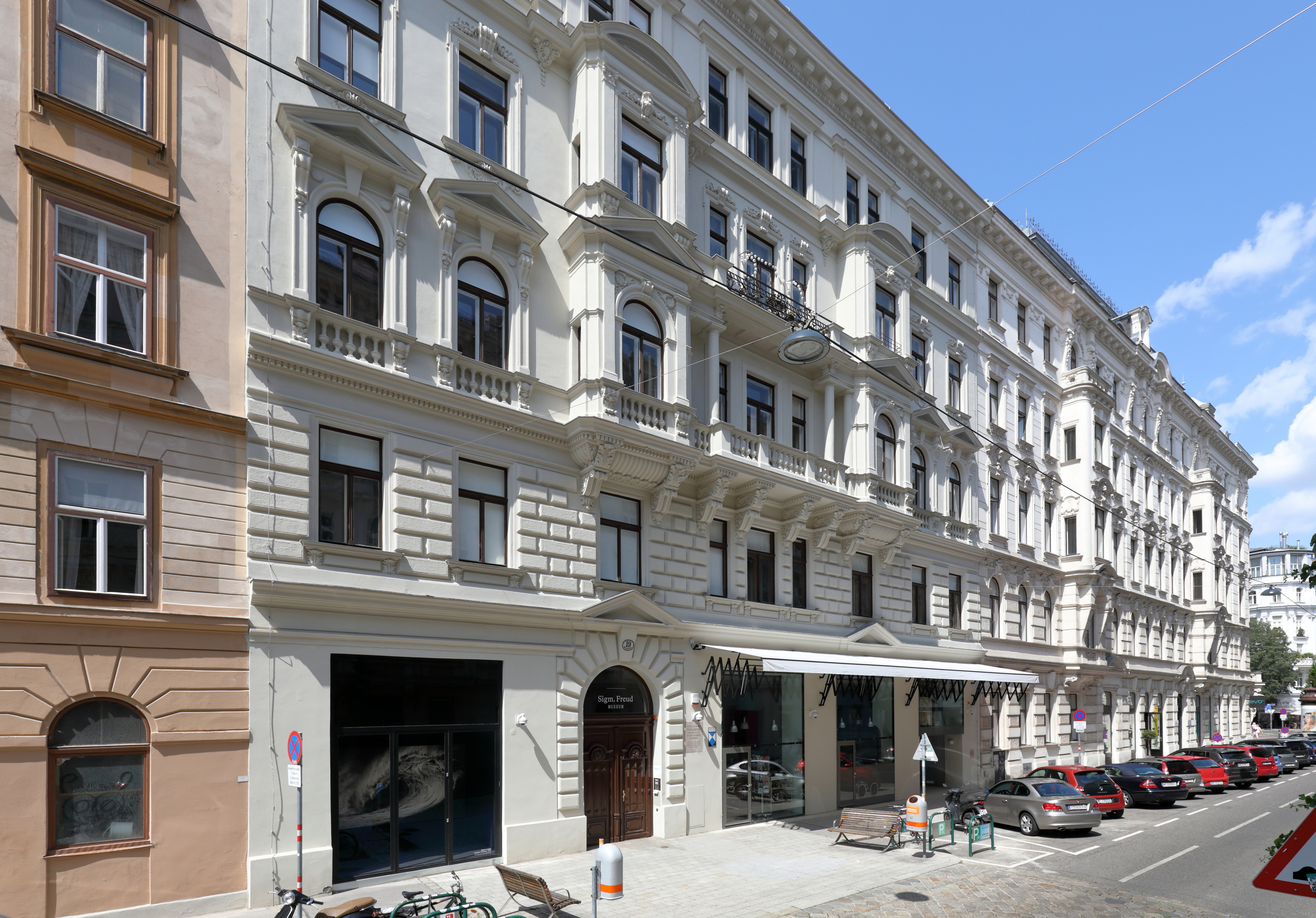
Das Haus Berggasse 19 in Wien – hier lebte Freud mit seiner Familie 47 Jahre lang von 1891 bis zur Emigration nach London 1938

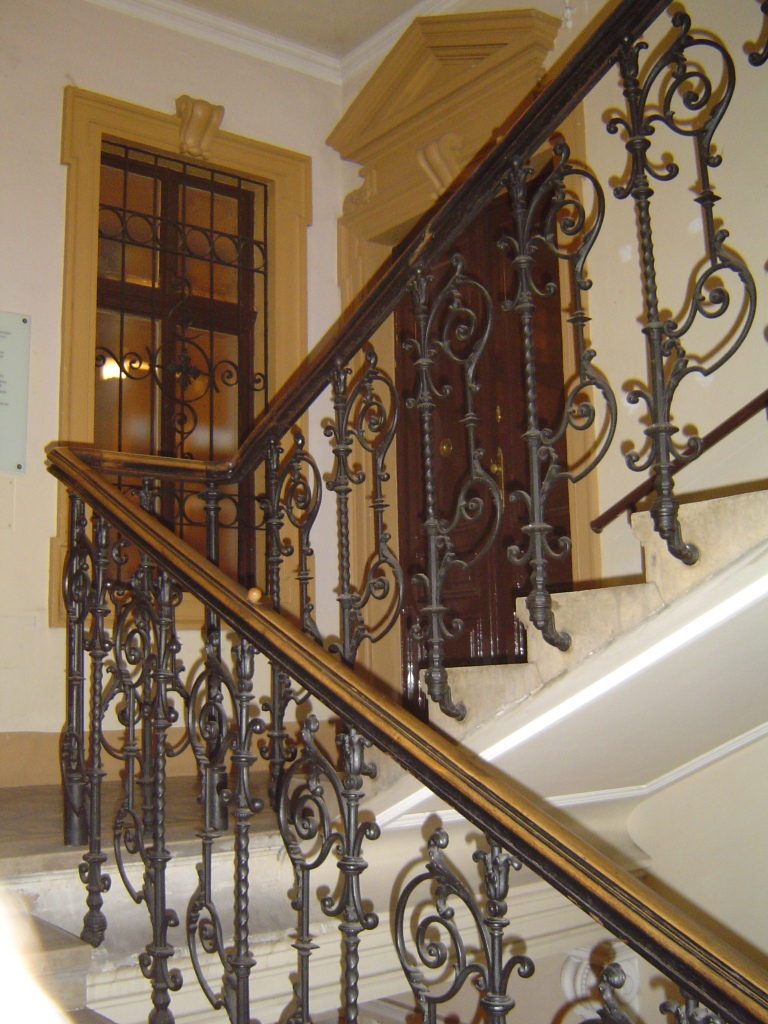
Aufgang zu Freuds Wohnung und Praxis in der Berggasse 19. Hier kamen und gingen fast ein halbes Jahrhundert die Patienten zu Freuds Arbeitsraum mit der berühmten Couch. Die Couch und die meisten Bücher, Sammlungsstücke und Möbel stehen heute im Freud Museum (London), der Exilwohnung der Freuds.

Mit der eigenen Privatpraxis, die allerdings zunächst nur spärliche Einnahmen erbrachte, schienen nun auch die Voraussetzungen für eine Eheschließung gegeben. Nach vierjähriger Verlobungszeit heirateten Sigmund Freud und Martha Bernays am 13. September 1886 standesamtlich im Rathaus von Wandsbek bei Hamburg; tags darauf folgte die Trauung nach jüdischem Ritus. In den Jahren 1887 bis 1895 brachte Martha Freud sechs Kinder zur Welt: Mathilde (1887–1978), Jean-Martin (1889–1967), Oliver (1891–1969), Ernst (1892–1970), Sophie (1893–1920) und Anna (1895–1982). 1891 bezog die Familie die Wohnung in der Wiener Berggasse 19, Freuds Domizil bis 1938. Im Vorgängergebäude auf diesem Grundstück hatte 1882 bis 1889 Victor Adler – ursprünglich Eigentümer des Hauses und zugleich Begründer der österreichischen Sozialdemokratie – als Armenarzt praktiziert.

#### Seelenarzt in eigener Mission
Kurz nach Beendigung der in Travemünde verbrachten Flitterwochen stieß Freud im Oktober 1886 mit einem Vortrag Über männliche Hysterie in der Wiener Gesellschaft der Ärzte auf teils heftige Ablehnung, die auch sein vormaliger Förderer Meynert zum Ausdruck brachte, indem dieser männliche Hysterie als ein abwegiges „Spezifikum französischer Dekadenz“ bezeichnete und damit die Erträge von Freuds Parisreise herabwürdigte. In der Folge sah sich Freud von den klinischen Kapazitäten in der Wiener Ärzteschaft weitgehend isoliert und ins Abseits gestellt. Entsprechend schleppend war während der ersten Jahre der Zulauf zu seiner Praxis.
Seine an nervösen Erkrankungen leidenden, vorwiegend weiblichen Patienten behandelte Freud mit den bereits erprobten Verfahren, darunter neben der Hypnose auch Elektrotherapie. Anfang der 1890er Jahre kehrte er sich aber davon ab. Er legte sein Augenmerk nun stärker auf die wahrscheinliche Wirkung sexueller Konflikte hinsichtlich neurotischer Erkrankungen bis hin zu der gegenüber Wilhelm Fließ 1893 geäußerten Hypothese, „daß die Neurasthenie überhaupt nur eine sexuelle Neurose ist.“ Der seinerseits theoriefreudige Berliner Arztkollege und Nasenspezialist Fließ wurde in diesen Jahren, in denen Freud wenig Anerkennung in seinem beruflichen Umfeld fand, als Brief- und gelegentlicher Partner für den persönlichen Austausch mit seinen Ideen, Anregungen und mit dem Lektorieren von Freuds Manuskripten zum wichtigsten Förderer von dessen psychoanalytischen Ansätzen.
Einen bedeutenden Beitrag in der Entstehungsgeschichte der Psychoanalyse leistete auch Josef Breuer, der den Fall der „Anna O.“ (Bertha Pappenheim) in den mit Freud gemeinsam publizierten Studien zur Hysterie schilderte. Die von Breuer 1880 begonnene Behandlung, über die Freud orientiert war, ließ trotz letztlich ausgebliebenen Heilungserfolgs erkennen, dass eine therapeutische Gesprächssituation und -dynamik die wirksame Behandlung von Krankheitssymptomen ermöglichte. Bis in die frühen 1890er Jahre, so Gay, versuchte Freud nach Art Breuers, durch Hypnose zu therapeutischen Effekten zu gelangen. Doch manche Patienten ließen sich von ihm nicht hypnotisieren; unzensiertes Sprechen stellte sich ihm dann als überlegenes Untersuchungsmittel dar. „Die Technik der ‚freien Assoziation‘ war im Entstehen begriffen.“
Dass nervöse Krankheitserscheinungen auf Vererbung beruhten, wie von Charcot gelehrt, hielt Freud nur noch teilweise für zutreffend. Nunmehr zog er es vor, „nach frühen traumatischen Erlebnissen als Schlüssel für die verborgenen Ursachen der merkwürdigen Störungen seiner Patienten zu suchen.“ Im Rückblick auf die von Breuer angelegte kathartische Behandlungstechnik erläuterte Freud: „Wir lenkten die Aufmerksamkeit des Kranken direkt auf die traumatische Szene, in welcher das Symptom entstanden war, suchten in dieser den Konflikt zu erraten und den unterdrückten Affekt frei zu machen.“ Den Begriff „Psychoanalyse“ verwendete Freud erstmals im Jahr 1896 in zwei Aufsätzen, in der französischsprachigen Revue Neurologique am 30. März sowie im Neurologischen Zentralblatt am 15. April. Die einzige Methode, den Krankheitsursachen bei Neurosen zuverlässig nachzugehen, hieß es dort, sei die „Psychoanalyse zur Bewußtmachung des bisher Unbewußten“.
Das Material, aus dem Freud seine Theorie entwickelte, waren die Leidensgeschichten, die er in seiner Behandlungspraxis über die Jahre analysiert und aufgezeichnet hatte. Dabei handelte es sich zunächst um „ein Hören, ein Hineinfinden in die Schwingungen der fremden Seele, aus der dann Zusammenhänge des Unbewußten abgeleitet wurden.“ Denn für Freud sei eine Theorie nur dann etwas wert gewesen, wenn sie einen Bezug zur praktischen Erfahrung aufwies. Das Recht zur Publikation seiner wichtigsten Fallgeschichten habe Freud aus einem rein wissenschaftlichen Interesse bezogen. „Entscheidend blieb die analytische Zielsetzung, die Intimes in ‚aller Freimütigkeit‘ offenbarte, aber nicht der Aufreizung erotischer Phantasien diente.“

#### Traumdeutung und Selbstanalyse

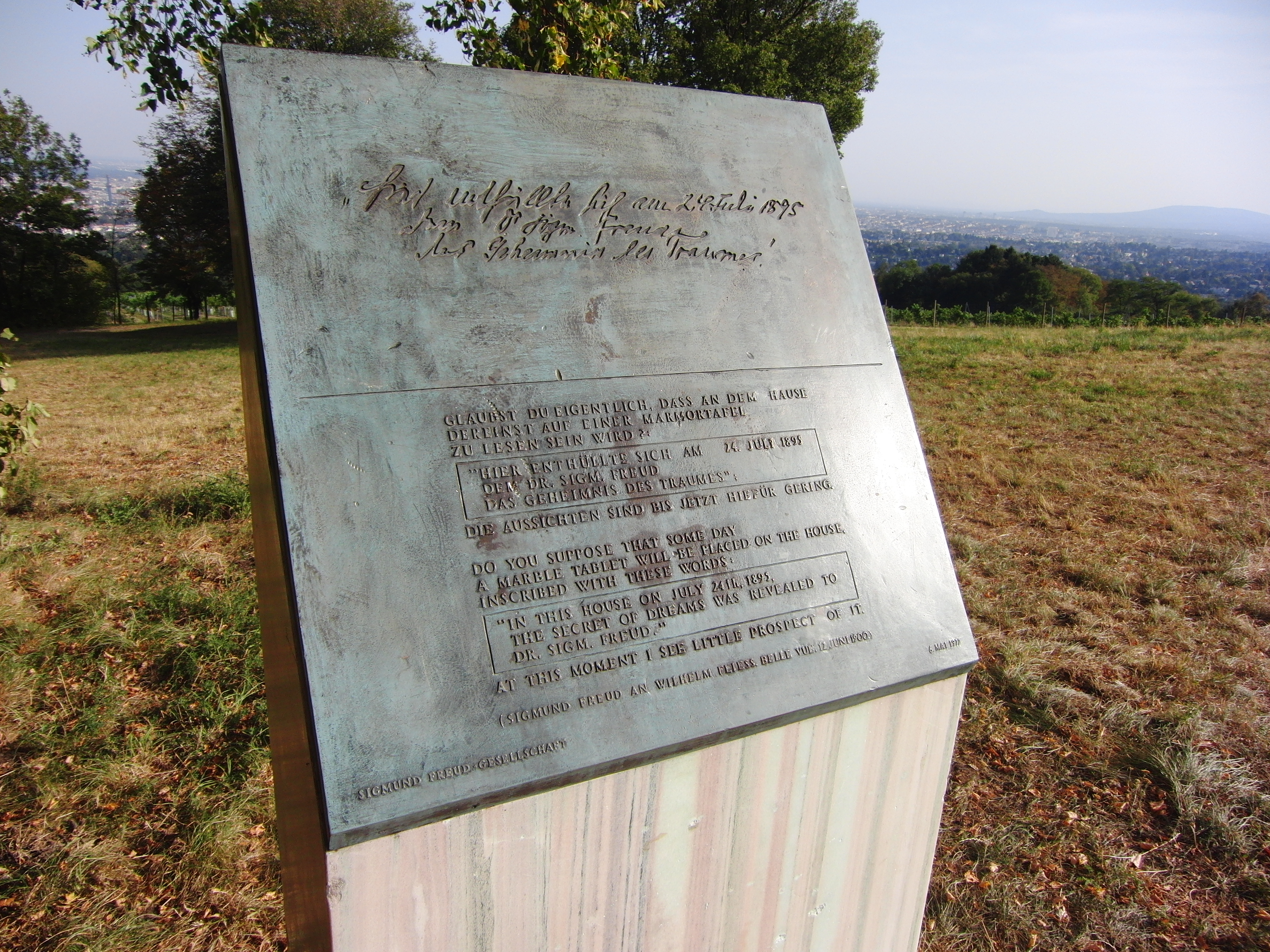
Sigmund-Freud-Stele am Cobenzl in Grinzing

Den Sommer 1895 verbrachte Freud bei der Familie Ritter von Schlag in deren Schloss Belle Vue am Cobenzl, oberhalb Grinzings, in Wien. Am 24. Juli enthüllte sich ihm in der Deutung des Traumes von „Irmas Injektion“ gemäß einer Mitteilung an Fließ vom 12. Juni 1900 „das Geheimnis des Traumes“. An ein Zitat aus diesem Brief erinnert eine Stele mit Inschrift an der Stelle des 1963 abgerissenen Schlosses: „Glaubst Du eigentlich, daß an dem Hause dereinst auf einer Marmortafel zu lesen sein wird?: ‚Hier enthüllte sich am 24 Juli 1895 dem Dr. Sigm. Freud das Geheimnis des Traumes‘. Die Aussichten sind bis jetzt hierfür gering.“
Die Studie zur Technik der Traumdeutung begann Freud, nachdem er sich 1895 bis 1898 einer Selbstanalyse unterzogen hatte, die sich vor allem auf die eigenen Träume und die durch sie hervorgerufenen Assoziationen stützte und ihm speziell den Ödipuskomplex erschloss: „Ich habe die Verliebtheit in die Mutter und die Eifersucht gegen den Vater auch bei mir gefunden und halte sie jetzt für ein allgemeines Ereignis früher Kindheit […]“ Im November 1899 erschien Die Traumdeutung mit einer Auflage von 600 Exemplaren und der Jahreszahl 1900 – einem selbstbewussten Hinweis des Autors auf seine epochemachende Entdeckung. Das Werk war in drei Teile gegliedert, von denen der erste der Darstellung der bisherigen Traumforschung galt, der Hauptteil eine mit Fallbeispielen unterlegte Darstellung enthielt und der dritte „die theoretische Ausfaltung der Befunde im Hinblick auf die neuen Leitkategorien des Unbewußten und Vorbewußten ermöglichte.“ Für Peter Gay stellt die Traumdeutung das „strategische Zentrum“ in der Entwicklung von Freuds psychoanalytischem Denken dar. Mit ihrer Veröffentlichung „standen die Prinzipien der Psychoanalyse fest.“ Peter-André Alt sieht in der Traumdeutung ebenfalls das grundlegende Werk für sämtliche weiteren Elemente von Freuds Theorie: „Das Unbewußte und die Wunschökonomie, die Aktivität der Triebe, die infantile Sexualität, die Rolle der Libido und des ödipalen Inzestwunsches, Vergessen und Erinnern als Reflexe psychischer Arbeit, die sprachähnliche Leistung des Traums – das alles war hier in faszinierender Prägnanz gegenwärtig.“ Die Bibliografie, zahllose Anmerkungen und die weiteren Veröffentlichungen von Freud über die Traumdeutung zeigen, dass er seine eigene Arbeit nicht nur unter psychologischen Aspekten sah, sondern sie auf eine breite kulturwissenschaftliche und literarische Tradition stützte, die sich seit Jahrtausenden mit der Frage beschäftigt, wie Traum und Leben ineinandergreifen.
Der Problematik einer Selbstanalyse war Freud sich bewusst: „Ich kann mich nur selbst analysieren mit den objektiv gewonnenen Erkenntnissen (wie ein Fremder), eigentliche Selbstanalyse ist unmöglich, sonst gäbe es keine Krankheit.“ Über die Bedeutung und die Interpretation von Träumen änderte Freud seine Ansichten im Lauf der Jahre: „Die Behauptung, dass alle Träume eine sexuelle Deutung erfordern, gegen welche in der Literatur unermüdlich polemisiert wird, ist meiner Traumdeutung fremd.“ Unabweisbar war jedoch für Freud, dass menschliches Denken und Handeln von Unbewusstem beeinflusst wird und dass sich Letzteres allenfalls in den Träumen widerspiegelt.
Das Werk fand zunächst nur geringe Verbreitung. Bis 1906 waren lediglich 351 Exemplare verkauft. Vereinzelte begeisterte Reaktionen jüngerer Arztkollegen änderten wenig an der für Freud enttäuschenden Aufnahme durch die nicht weiter interessierte etablierte Fachkollegenschaft.
Mit weiteren Publikationen zwischen 1901 und 1906 erschloss Freud der psychoanalytischen Lehre neue Bereiche, dehnte sie, wie es bei Alt heißt, „von der Nachtseite der Träume auf die seelische Wachexistenz aus.“ Darunter war die 1901 erschienene Untersuchung Zur Psychopathologie des Alltagslebens, die zum meistgelesenen Werk Freuds überhaupt werden sollte und zu seiner Popularisierung erheblich beitrug, so insbesondere der „Freudsche Versprecher“ als bekanntestes Beispiel einer Fehlleistung. Zudem veröffentlichte er 1905 Drei Abhandlungen zur Sexualtheorie und 1906 Der Witz und seine Beziehung zum Unbewußten. Als Freud in diesem Jahr seinen 50. Geburtstag feierte, schenkten ihm seine Bewunderer eine Medaille, die eine Seite mit seinem Porträt im Profil, die andere mit Ödipus, das Rätsel der Sphinx lösend; dazu die bei Sophokles gefundene und nun auf Freud zu münzende Inschrift: „Er löste das berühmte Rätsel und war ein gar mächtiger Mann.“

#### Die Verbreitung der Lehre: B’nai B’rith und der Mittwochskreis
In der Wiener Ärzteschaft war Freud seit längerem weitgehend isoliert, als er im September 1897 der jüdischen B’nai-B’rith-Loge beitrat, um in geselliger Runde geistigen Austausch zu pflegen. Aus seiner Nichtgläubigkeit und Distanz gegenüber allen religiösen Riten, die er zum Beispiel seiner Frau gegenüber zur Geltung brachte und im Familienalltag durchsetzte, machte er auch in diesem Kreis keinen Hehl. Gleichwohl bekannte sich Freud zeitlebens zu seiner jüdischen Herkunft und Zugehörigkeit. Die Loge war der Aufklärung über das Judentum, über seine Werte und Geschichte gewidmet; man diskutierte Vorträge zum Beispiel über jüdische Geistesgrößen wie Baruch Spinoza und Heinrich Heine. Dass unter den Mitgliedern auch streng gläubige waren, die sich gern mit theologischen Fragen beschäftigten, hinderte Freud nicht daran, etwa auch zu seiner Traumforschung vorzutragen, was sehr wohlwollend und teils begeistert aufgenommen wurde.
Der in Wien praktizierende Neurologe Dr. Wilhelm Stekel (1868–1940) hatte die Traumdeutung unmittelbar nach ihrem Erscheinen gelesen. Er interessierte sich in eigenen Arbeiten für das Thema und begab sich kurz danach wegen Potenzschwierigkeiten für neun Sitzungen bei Freud in Behandlung. Er war es, der – überzeugt von der Methode und ihrer Wirkung – 2 Jahre später Freud dazu anregte, ihn und andere Interessierte zu Diskussionen einzuladen. Ab Oktober 1902 lud Freud vier der jungen Wiener Ärzte, die sich ohne eigene fachspezifische Ausbildung für Freuds Theorien nachhaltig interessierten und teils persönlich von ihm behandelt worden waren, im wöchentlichen Turnus jeweils am Mittwochabend in das Wartezimmer seiner Praxis in der Berggasse 19 ein, um in Vortrag und Diskussion anstehende psychoanalytische Fragen zu behandeln. Die ersten vier Geladenen in diesem bald sich erweiternden Mittwochskreis waren neben Wilhelm Stekel: Alfred Adler, Max Kahane und Rudolf Reitler. Man traf sich zwischen 20:30 und 23:00 Uhr, gelegentlich bis nach Mitternacht. Es wurde viel geraucht. Besonders auffällig: Die Teilnehmer mussten nicht Ärzte sein, nicht selten wurden durchreisende Wissenschaftler (auch aus dem Ausland) oder Freunde hinzu gebeten. Ab 1906 führte Otto Rank das Protokoll. 1907 besuchte C. G. Jung Freud und traf später auch die Kollegen aus dem Wiener Mittwochskreis.
Der Mittwochskreis bildete mit Paul Federn und Fritz Wittels den Kern der im Oktober 1908 gegründeten Wiener Psychoanalytischen Vereinigung, Vorbild für viele weitere psychoanalytische Gesellschaften in aller Welt. In dieser Zeit schlossen sich unter anderen auch Sándor Ferenczi und Ernest Jones dem Zirkel um Freud an. Als erste Frau gelangte 1911 Lou Andreas-Salomé in Freuds engeren Schülerkreis.

#### Der geschützte Raum
Freud hat so als erster einen geschützten Raum für die psychoanalytische Therapie psychischer und psychosomatischer Traumata entwickelt, der die bis dahin hierarchisch konstruierte Beziehung zwischen Arzt und Patient grundlegend veränderte: Schon vordem waren die Ärzte durch ihre Schweigepflicht gebunden; nun aber wurden die Patienten ausdrücklich ermuntert, sich in der Sitzung spontan zu äußern und die herkömmlichen Kommunikationsregeln zu vergessen. So konnte im Verhältnis zwischen Arzt und Patient eine neue, bisher unbekannte Ebene des Vertrauens entstehen. In ihr entwickelte sich die Möglichkeit, Wiederholungszwänge, Widerstände, Verdrängungen und nicht zuletzt die positiven und negativen Gefühle gegenüber dem Therapeuten (positive/negative Übertragung) aus dem Unbewussten zu befreien und zu beschreiben. Im Zentrum des geschützten Raumes stehen die Beziehungen zwischen dem Therapeuten und seinem Patienten. Der Therapeut musste in der Lehrtherapie gelernt haben, sich seiner eigenen Fehler und Schwächen bewusst zu werden und dieses Bewusstsein in jeder wechselnden therapeutischen Situation aufrechtzuerhalten: „Es ist unbestreitbar, daß die Analytiker in ihrer eigenen Persönlichkeit nicht durchwegs das Maß von psychischer Normalität erreicht haben, zu dem sie ihre Patienten erziehen wollen. Gegner der Analyse pflegen auf diese Tatsache höhnend hinzuweisen und sie als Argument für die Nutzlosigkeit der analytischen Bemühung zu verwerten. Man könnte diese Kritik als ungerechte Anforderung zurückweisen. Analytiker sind Personen, die eine bestimmte Kunst auszuüben gelernt haben und daneben Menschen sein dürfen wie auch andere. [...] Jeder Analytiker sollte periodisch, etwa nach Verlauf von fünf Jahren, sich wieder zum Objekt der Analyse machen, ohne sich dieses Schrittes zu schämen.“ Den Patienten, bezeichnete Freud oft als „den Lernenden“, um damit hervorzuheben, dass „wir alle“ mehr oder weniger neurotisch irritiert sind und die Überschreitung der Grenze zur Krankheit nicht immer leicht feststellbar ist: „Diese Komplexe haben wir ja alle und müssen uns hüten, nicht alle Neurotiker zu heißen.“
Schon früh wurde erkannt, dass der Erfolg der Therapie auch davon abhängt, dass der Therapeut sich dem Patienten gegenüber empathisch verhält. Und von Anfang an stellten Psychotherapeuten sich die Frage, wie man Erfolg oder Misserfolg einer Therapie feststellen kann und wie viel Zeit dazu benötigt wird. Am Ende seines Lebens fragte sich Freud darüber hinaus, ob das Ziel der Psychoanalyse sich in der Behandlung krankhafter psychischer Zustände erschöpfen sollte oder ob es nicht viel weitergehend auch zu einer „Charakteranalyse“ kommen solle, in der Menschen versuchen würden, ihre neurotischen Irritationen nicht nur in den Griff zu bekommen, sondern sich zudem in andere Richtungen weiterzuentwickeln. Freud hat sich beiden Fragen in seinem Aufsatz über Die endliche und die unendliche Analyse (1937) gewidmet. Dort heißt es:

„Ich habe nicht die Absicht zu behaupten, daß die Analyse überhaupt eine Arbeit ohne Abschluß ist. Wie immer man sich theoretisch zu dieser Frage stellen mag, die Beendigung einer Analyse ist, meine ich, eine Angelegenheit der Praxis. Jeder erfahrene Analytiker wird sich an eine Reihe von Fällen erinnern können, in denen er rebus bene gestis ( wenn er seine Sache gut gemacht hat)vom Patienten dauernden Abschied genommen hat. Weit weniger entfernt sich die Praxis von der Theorie in Fällen der sogenannten Charakteranalyse. Hier wird man nicht leicht ein natürliches Ende voraussehen können, auch wenn man sich von übertriebenen Erwartungen fernehält und der Analyse keine extremen Aufgaben stellt. Man wird sich nicht zum Ziel setzen, alle menschlichen Eigenarten zugunsten einer schematischen Normalität abzuschleifen oder gar zu fordern, daß der »gründlich Analysierte« keine Leidenschaften verspüren und keine inneren Konflikte entwickeln dürfe. Die Analyse soll die für die Ichfunktionen günstigsten psychologischen Bedingungen herstellen; damit wäre ihre Aufgabe erledigt.“

#### Behandlungspraxis und Lebensalltag

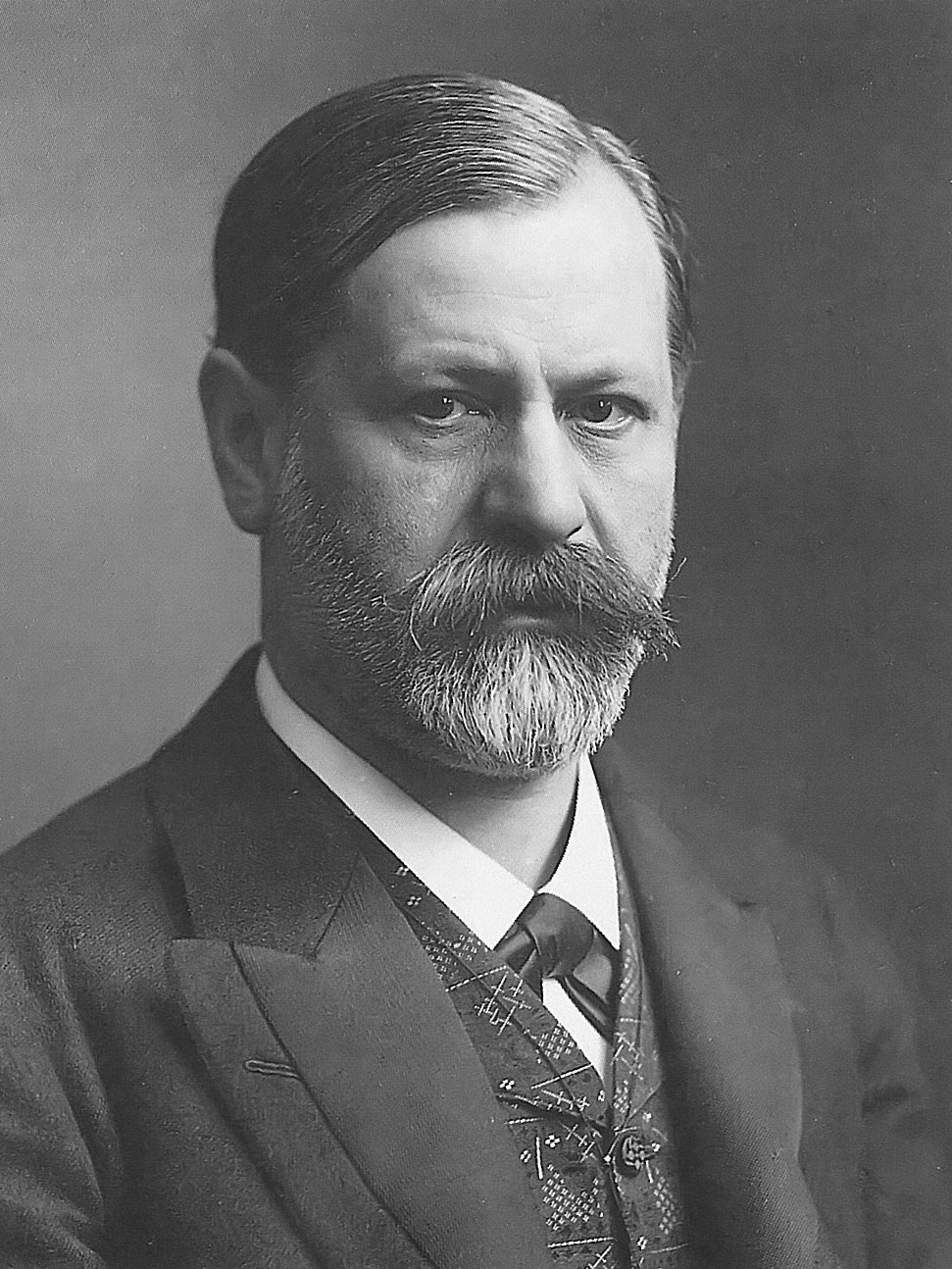
Sigmund Freud auf einer Porträt-Fotografie um 1905 von Ludwig Grillich

Nach der Jahrhundertwende nahm Freuds Praxisbetrieb verstärkt Fahrt auf, speziell nachdem Freud sich dazu entschlossen hatte, dem lange vergeblichen Anwarten auf die Ernennung zum außerordentlichen Professor durch Einschalten seines Beziehungsnetzes widerwillig nachzuhelfen. Über mangelnden Zulauf zu seiner Praxis brauchte er sich fortan keine Gedanken mehr zu machen, denn, so betrachtete er es selbst, eine Professur „erhebt den Arzt in unserer Gesellschaft zum Halbgott für seine Kranken.“ Angesichts sich einstellender Übernachfrage steigerte Freud seine Honorarforderung für die einstündige Therapiesitzung auf 40 oder ausnahmsweise 50 Kronen, den Gegenwert eines passablen Anzugs beim Herrenschneider. Bei bis zu zehn Patienten täglich an sechs Tagen pro Woche über zehn Monate im Jahr betrug der Jahresverdienst 24.000 Kronen (2023: ca. 188.900 €) und war damit doppelt so hoch wie bei einem ordentlichen Universitätsprofessor und zwölffach höher als der eines Gymnasiallehrers. Dieser finanzielle Hintergrund erlaubte einen großbürgerlichen Haushalt mit einer Köchin, die keine Arbeit außerhalb ihrer Küche tat, einem Dienstmädchen, das bei Tisch bediente und für den Patientenempfang zuständig war, mit einer Erzieherin für die älteren Kinder und einem Kindermädchen für die kleineren; hinzu kam für die grobe Arbeit jeden Tag eine Putzfrau. Da die Honorarkosten von den Patienten privat aufgebracht werden mussten, war Freuds Kernklientel auf die gutsituierten Wiener Kreise begrenzt. Schwere Fälle erschienen täglich außer sonntags, leichtere dreimal in der Woche.
Die psychoanalytische Behandlung wie von Freud entwickelt, ausgeübt und gelehrt, stützte sich allein auf das therapeutische Gespräch, bei dem Freud neben den auf der Couch liegenden Patienten außerhalb von deren Sichtfeld saß und seine Impulse, Fragen und kurzen Kommentare zu ihren Äußerungen anbrachte. „Für die Analyse selbst galt“, so Alt, „daß jedes Detail wichtig, jede Nebenspur verfolgenswert war.“ Eine erfolgreiche Therapie bedurfte in der Regel längerer Zeiträume. Für die Heilung von Psychosen hielt Freud den eigenen Behandlungsansatz nicht für geeignet. Die Behandlung von Patienten im Alter von über 50 Jahren mied er als technisch schwierig.
Der Arbeitsalltag begann für Freud mit dem Aufstehen um 7 Uhr. Von 8 bis 12 Uhr und von 15 oft bis 21 Uhr behandelte er seine Patienten. Den Rest des Abends bis zum Zubettgehen bei 1 Uhr nachts verbrachte Freud mit Lektüre und dem Verfassen seiner Publikationen. Samstags von 19 bis 21 Uhr hielt er seine Vorlesungen an der Universität. Danach verbrachte er den Abend mit Freunden und den allwöchentlichen Tarock-Partien. Den Sonntag widmete er der Familie sowie der anliegenden Briefkorrespondenz. Seit Mitte der 1890er Jahre schloss er seine Praxis spätestens Mitte Juli für mindestens zwei Monate, um Urlaub mit der Familie zu machen und auf Reisen zu gehen. Mit der Wiedereröffnung der Praxis spätestens am 1. Oktober begann jeweils ein neuer Jahreszyklus.

#### Psychoanalytische Politik
Aufmerksam registrierte und unterstützte Freud alle Rezeptionsansätze seiner Lehre auch im Ausland. Eine wichtige Rolle kam dabei der Psychiatrischen Universitätsklinik Zürich (Burghölzli genannt) unter Eugen Bleuler zu. Hier bildete sich mit Carl Gustav Jung, Ludwig Binswanger, Max Eitingon und Karl Abraham ein Kreis nachmals bekannter Freud-Schüler. Hinzu kam Sabina Spielrein, die als Jungs Patientin am Burghölzli behandelt und in die Psychoanalyse eingeführt worden war, später zu Freud Kontakt aufnahm und sich sowohl publizierend als auch praktizierend psychoanalytisch betätigte. Die jungen Ärzte an dieser als Avantgarde der internationalen Psychiatrie geltenden Schweizer Klinik mit hoher wissenschaftlicher Reputation waren Freud als Verbündete bei der Etablierung und Verbreitung der psychoanalytischen Theorie und Praxis sehr willkommen. Vor allem mit C. G. Jung, der Oberarzt am Burghölzli war, suchte er ab 1907 ein enges Zusammenwirken herzustellen. Schon Ende 1900 hatte Jung unter schweizerischen Kollegen über die Traumdeutung referiert. 1906 machte er sich als Experimentalpsychologe einen Namen: Er hatte die Idee, die Zeit zu messen, die zwischen dem Anhören eines Wortes und der Reaktion des Patienten auf dieses Wort verstreicht und schloss daraus auf bestimmte psychische Belastungen.

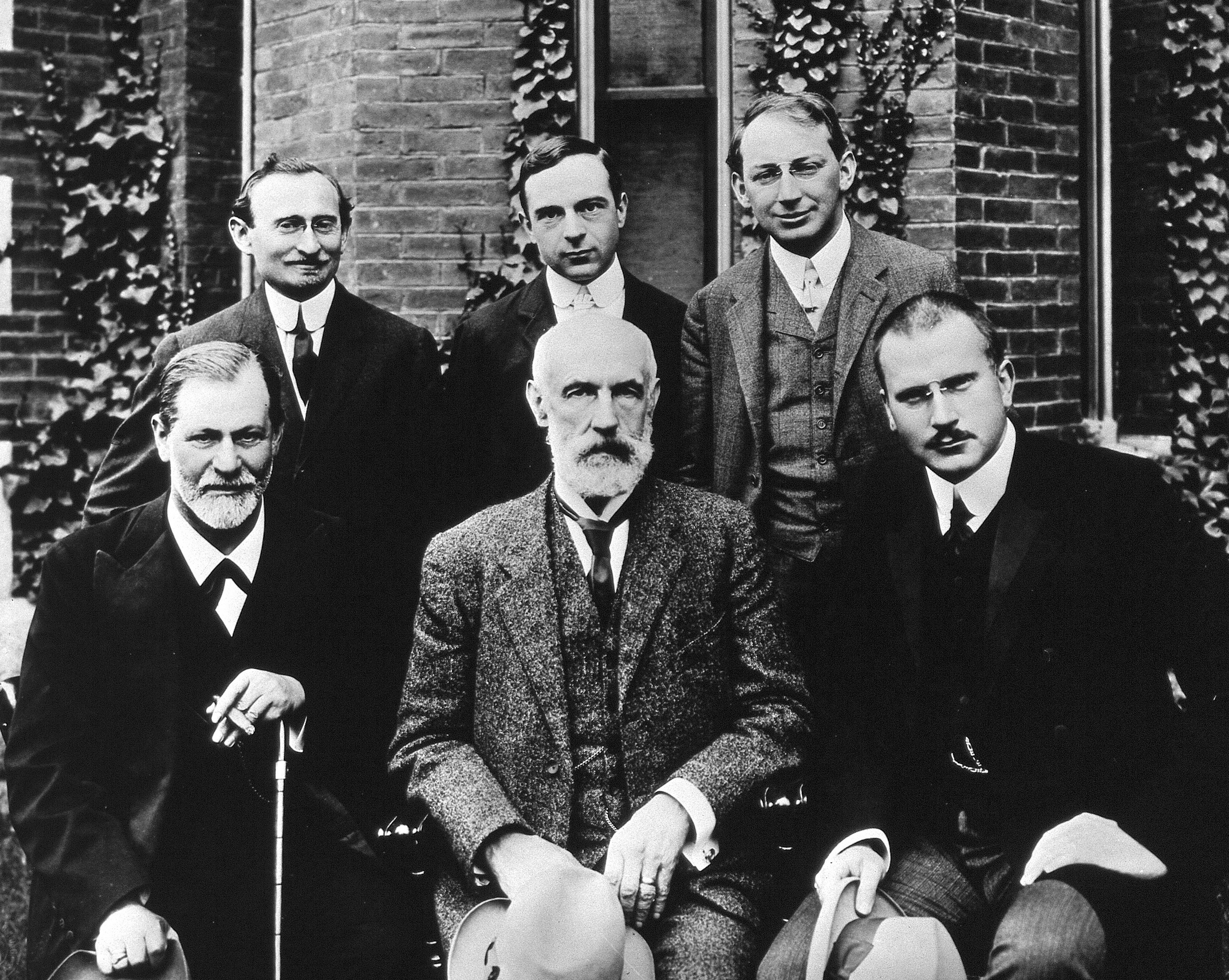
Gruppenfoto 1909 vor der Clark University. Vorne: Sigmund Freud, Granville Stanley Hall, C. G. Jung. Hinten: Abraham A. Brill, Ernest Jones, Sandor Ferenczi

So wurde Jung bereits 1908 mit der Vorbereitung und Organisation des ersten internationalen Analytiker-Kongresses in Salzburg betraut und übernahm die Redaktion des von Freud und Bleuler 1909 herausgegebenen ersten Jahrbuchs für psychoanalytische und psychotherapeutische Forschungen. Hinzu kam 1910 das ebenfalls von Freud herausgegebene Wiener Zentralblatt für Psychoanalyse mit Adler und Stekel als Schriftleitern sowie 1913 die Internationale Zeitschrift für Psychoanalyse. Ein deutliches Zeichen internationaler Wahrnehmung und Anerkennung von Freuds Wirken setzte Anfang September 1909 die Clark University in Massachusetts, als sie dem in seiner Sommerpause angereisten Freud die Ehrendoktorwürde verlieh und desgleichen C. G. Jung auszeichnete. So kam es, dass Jung ihm als Nachfolger und Fortsetzer der eigenen Arbeit vorschwebte:„Wenn das von mir gegründete Reich verwaist, soll kein anderer als Jung das Ganze erben.“
Auf dem zweiten internationalen Analytiker-Kongress 1910 in Nürnberg kam es zu Spannungen, als Freuds Wiener Unterstützerkreis sich gegenüber den Schweizern bei der Gründung der Internationalen Psychoanalytischen Vereinigung zurückgesetzt sah. Als Präsident wurde C. G. Jung auf Freuds Betreiben vorgeschlagen und als Sekretär ein anderer Schweizer Psychiater und Verwandter Jungs. Als die Wiener daraufhin interne Beratungen ansetzten, zu denen Freud gar nicht gebeten war, erschien dieser in großer Erregung dennoch und beschwor laut Fritz Wittels die Anwesenden wie folgt: „Ihr seid zum größten Teile Juden und deshalb nicht geeignet, der neuen Lehre Freunde zu erwerben. Juden müssen sich bescheiden, Kulturdünger zu sein. Ich muß den Anschluß an die Wissenschaft finden: bin alt, will nicht immer angefeindet werden. Wir alle sind in Gefahr.“ Man verständigte sich auf Jung als Präsidenten mit einer auf zwei Jahre begrenzten Amtszeit. Dem ihm gleichfalls nahestehenden Karl Abraham, der von Burghölzli nach Berlin gegangen war und dort die erste psychoanalytische Praxis eröffnet hatte, suchte Freud die unterdessen entwickelte Skepsis gegenüber seinem früheren Chef C. G. Jung brieflich auszureden. Er bat ihn nicht zu vergessen, dass er, Abraham, es als Jude eigentlich leichter habe, die Psychoanalyse zu akzeptieren als Jung, der als Christ und Pastorensohn nur gegen große Widerstände den Weg zu ihm, Freud, finde. „Umso wertvoller ist sein Anschluß. Ich hätte beinahe gesagt, daß erst sein Auftreten die Psychoanalyse der Gefahr entzogen hat, eine jüdische nationale Angelegenheit zu werden.“

#### Richtungskämpfe und Beziehungskonflikte

##### Alfred Adler
Als Vordenker, Leitfigur und Verbreitungsmotor der psychoanalytischen Lehre besaß und behauptete Freud zeitlebens wegweisende Autorität. Da er selbst den neuen Erkenntnisraum als wissenschaftliches Forschungs- und Entwicklungsprojekt betrachtete, lag es nahe, dass sowohl er selbst als auch seine mitforschenden Anhänger zu Differenzierungen und Korrekturen gelangten. Die aus Analyseäußerungen von Patienten zunächst abgeleitete Vorstellung Freuds beispielsweise, dass jede geschilderte Missbrauchserfahrung im Kindesalter tatsächlich stattgefunden und als Neurosenursache zu gelten habe, erwies sich als unhaltbar: Zumindest teilweise handelte es sich dabei, wie Freud später erkannte, um eine fälschliche Einbildung. Dass er die Psychoanalyse bei Gelegenheit immer wieder neu erläuterte, entsprach laut Alt dem „ureigensten Wissenschaftsverständnis“ Freuds. Die ständigen Modifikationen, in denen er sie vorstellte, wirkten demnach auch im Sinne der Selbstaufklärung. „Wo Freud in seine Forschung einführte, schrieb er sie zugleich fort, indem er sie auf ein höheres Niveau der Durchdringung hob.“
Unter den langjährigen Unterstützern Freuds in Wien war es zunächst Alfred Adler (1870–1937), der eine deutlich abweichende Sichtweise entwickelte. Seiner Individualpsychologie lag aus Freuds Perspektive eine massive Unterschätzung erotischer Impulse zugrunde. Adler habe sich „ein Weltsystem ohne Liebe“ geschaffen. Indem Adler den Akzent auf die egoistischen Triebe legte, wie Freud 1917 im Rückblick urteilte, habe er die gesamte Theorie des Unbewussten aus dem Gleichgewicht gebracht. Als Adler begann, nach dem Sinn des Lebens zu fragen (über den er 1933 ein Buch schrieb), äußerte Freud gegenüber Ernest Jones:

„Im Moment, da man nach Sinn und Wert des Lebens fragt, ist man krank, denn beides gibt es ja in objektiver Weise nicht; man hat nur eingestanden, dass man einen Vorrat von unbefriedigter Libido hat […]“

Zu Jahresbeginn 1911 eskalierten die Differenzen nach zwei Vorträgen Adlers. Im darauffolgenden Sommer verließen Adler und drei seiner engsten Anhänger die Wiener Psychoanalytische Gesellschaft. Weitere folgten, nachdem Freud die Unvereinbarkeit mit Adlers neuem Donnerstagskreis erklärt hatte. Als Reaktion auf den Ausgang des Konflikts mit Adler bildete sich im Juli 1912 auf Initiative von Ernest Jones ein international zusammengesetztes „Geheimkomitee“ aus Freud-Getreuen, die sich vornahmen, dessen Lehre zu bewahren und seine Gegner zu beobachten.

##### C. G. Jung
Unterdessen nahmen auch Unstimmigkeiten zwischen Freud und seinem vorgesehenen Nachfolger C. G. Jung (* 1875) zu. Im Laufe mehrerer Jahre hatte Jung die ihm zugedachte Rolle des Nachfolgers in den Bahnen Freuds angenommen und in seinen Briefen die Autorität des Ziehvaters hervorgehoben. Doch auch Jung stieß sich an Freuds exklusiver Betonung der Libido als psychodynamischem Treiber. Er versuchte laut Gay seinerseits, die Bedeutung von Freuds Libido-Begriff über die Sexualtriebe hinaus zu erweitern zu einer allgemeinen psychischen Energie, dem „kollektiven Unbewussten“. Dieser Grundkonflikt blieb lange Zeit überdeckt und in wechselseitigen Respektsbezeugungen niedergehalten, wobei Freud vielleicht auf das Vorübergehen von Jungs Vorbehalten setzte, während dieser davor zurückschrecken mochte, bei demjenigen in Ungnade zu fallen, den er selbst brieflich auf eine Stufe stellte mit „Herakles als menschlicher Heros und höherer Gott“.
Freud wie Jung waren sich der Problematik einer übertragenen Vater-Sohn-Beziehung bewusst. Freud war 19 Jahre älter als Jung, aber mit knapp 1,70 m für seine Zeit nur durchschnittlich groß gewachsen, Jung hingegen überragte mit 1,88 m die meisten Menschen, denen er begegnete, und brachte das im Allgemeinen auch in seinem Selbstbewusstsein zum Ausdruck. Im Verhältnis zu Freud hingegen versuchte er sich – z. B. auf Fotos – körperlich kleiner zu machen, als er war – so sah es jedenfalls Theodor Reik. Jung sprach selbst nicht selten von seinem „Vaterkomplex“.
Anzeichen dafür, dass es sich für Freud um eine mit starken Spannungen verbundene Beziehung handelte, waren zwei Ohnmachten Freuds in Jungs Gegenwart. Zur ersten kam es im Zuge des Aufbruchs zur gemeinsamen Reise 1909 in die USA zwecks Verleihung der Ehrendoktorwürden. Den zweiten Schwächeanfall erlitt Freud bei einem kontroversen Gespräch mit Jung im November 1912 in München, als er selbst die Hoffnung auf ein Einlenken Jungs bereits aufgegeben hatte. Jung hob den zu Boden gestürzten Freud auf und trug ihn zu einer Couch, wo er rasch wieder bei sich war. Der Riss in der Beziehung jedoch erwies sich als unheilbar, auch, weil die inhaltlichen Differenzen sich als unüberbrückbar erwiesen:
Am Ende bescheinigte man einander wechselseitig neurotische Störungen, ein in der ersten Generation der Psychoanalytiker gängiges Diskreditierungsverfahren, wie Gay betont. Die Korrespondenz endete im Oktober 1913. Jung schied aus allen bisherigen Funktionen aus und schuf sich – wie Adler zuvor – seinen eigenen Wirkungskreis. Seine Abrechnung mit beiden Widersachern veröffentlichte Freud Anfang 1914 in der Abhandlung Zur Geschichte der psychoanalytischen Bewegung.

##### Wilhelm Stekel
Ebenfalls im November 1912 kam es zur Trennung von Wilhelm Stekel (1868–1940). Der Neurologe war neben seinen ärztlichen Fähigkeiten künstlerisch begabt, forschte eher intuitiv als systematisch und fühlte sich in vielen Situationen Freud ebenbürtig, weil seine Arbeit vor allem in der Traumdeutung von vielen anerkannt wurde. Das hatte bereits in den vorausgegangenen sechs Jahren immer wieder zu atmosphärischen Störungen geführt. Die ersten Risse im Verhältnis zu Freud zeigten sich, als Alfred Adler am 22. Februar 1911 den Vorsitz der „Wiener Psychoanalytischen Vereinigung“ niederlegte, was Stekel zum Anlass nahm, als Vizepräsident ebenfalls zurückzutreten. Zum Zerwürfnis kam es, als Stekel – Redakteur des „Zentralblatts für Psychoanalyse“ – gegen die ausdrückliche Empfehlung Freuds einen Beitrag von Viktor Tausk ablehnte. Er zeigte sich gegenüber Kritik uneinsichtig, trat als Redakteur zurück und beendete die Mitgliedschaft in der psychoanalytischen Vereinigung. Freud sprach seitdem nie mehr mit ihm, nicht einmal 1938, als auch Stekel nach London emigrieren musste. Dort nahm er sich am 25. Juni 1940 angesichts schwerer Erkrankungen das Leben.

##### Otto Rank
Otto Rank (1884–1939) kam aus einer Handwerkerfamilie, hatte eine Gewerbeschule besucht und arbeitete als Glasbläser. Mit 21 Jahren bewarb er sich 1905 um eine Stelle als Sekretär bei der gerade entstandenen „Wiener Psychoanalytischen Vereinigung“. Freud und Adler motivierten ihn, parallel dazu das Gymnasium nachzuholen und zu studieren. So wurde Rank „Freuds Forschungsgehilfe, sein Korrekturleser, sein Adoptivsohn“ und war auch in das Privatleben von Freuds Familie miteinbezogen. Rank promovierte 1912 im Fach Germanistik. Danach machte er sich im Kreis der Psychoanalytiker als Organisator, Herausgeber usw. unentbehrlich. Aber er hatte auch eigene Interessen auf diesem Gebiet und als er 1924 Das Trauma der Geburt und seine Bedeutung für die Psychoanalyse veröffentlichte, ein Buch, das sich nicht mit Freuds Linie deckte, war der Bruch unvermeidlich. Später wurde Rank in eigener Praxis vor allem in den USA sehr erfolgreich.

##### Weitere Abspaltungen
Eine weitere Abspaltung von weitreichender Bedeutung für die psychoanalytische Bewegung war die von Wilhelm Reich (1897–1957) im Jahre 1934. Der 1922 promovierte Mediziner entwickelte in der psychoanalytischen Ambulanz, in der er mitarbeitete, sehr schnell eigene Ideen. Während Freud empfahl, sexuelle Energien zu sublimieren, war Reich der Meinung, dass nur die Erfahrung des Orgasmus wirklich erfüllend sei (Orgasmustheorie). Auch das Freud’sche Konzept des Todestriebs hielt er für falsch. Zwischen diesen Polen gab es keine Kompromisse. Das zeigt auch die spätere Arbeit von Wilhelm Reich in den USA (Orgontherapie).
Einen besonders tragisch endenden Beziehungskonflikt gab es zwischen Freud und dem Psychoanalytiker Victor Tausk. Tausk tötete sich selbst, nachdem Freud es abgelehnt hatte, Tausk zu analysieren, und dann auch noch Helene Deutsch ihre Analyse Tausks auf Initiative Freuds abgebrochen hatte.

### Weltkriegs- und Nachkriegserfahrungen
Im Vorkriegsjahr 1913 erschien als methodische Erweiterung und fachübergreifende Fundierung der psychoanalytischen Lehre Freuds kulturtheoretische Schrift Totem und Tabu. In der Absicht, eine Synthese aus Vorgeschichte, Biologie und Psychoanalyse herzustellen, suchte Freud das kulturanthropologische Feld eilig zu beschicken, bevor es womöglich von C. G. Jung beherrscht würde.
Mit Beginn des Ersten Weltkrieges ließ sich Freud von der allgemeinen Kriegseuphorie mitreißen und verstieg sich sogar zu der Bemerkung, seine „ganze Libido“ gehöre Österreich-Ungarn. Bis tief in das Jahr 1915, heißt es bei Alt, habe Freuds patriotischer Enthusiasmus angehalten, genährt durch Erfolge deutscher Truppen an der Ostfront und jeden Durchbruch österreichischer Heere, in denen seine Söhne dienten. Doch bekam Freud mehr und mehr die Härten der Kriegswirklichkeit zu spüren. Den bis dahin eingetretenen Verlust an Praxiseinnahmen bezifferte er im April 1915 mit 40.000 Kronen. Statt 10 Patienten täglich waren es zeitweise gerade noch zwei. Ende 1917 wurde statt mit Lebensmitteln mit Zigarren oder Kohle gezahlt.
Das Überleben der psychoanalytischen Bewegung war durch den Weltkrieg in Frage gestellt. Der Großteil der Aktiven waren zum Militärdienst einberufene Ärzte, sodass sowohl die Analysetätigkeit als auch einschlägige Publikationen praktisch zum Erliegen kamen. Das Jahrbuch wurde ganz eingestellt; die Internationale Zeitschrift für Psychoanalyse und die 1913 gegründete Zeitschrift Imago erschienen noch, aber in stark reduziertem Umfang. Psychoanalytische Kongresse oder Konferenzen entfielen; die Wiener Psychoanalytische Gesellschaft kam nur noch in jeder zweiten, ab 1916 in jeder dritten Woche zusammen, wenn nicht noch unregelmäßiger. Freud selbst allerdings konnte sich infolge der stark rückläufigen Praxistätigkeit verstärkt theoretischen Arbeiten und Publikationsprojekten zuwenden. Zu dieser Zeit entstanden metapsychologische Abhandlungen zum Narzissmus, zu Trieb und Verdrängung, zu Traumtätigkeit, Vergessen und Erinnern, zum Unbewussten und zur Übertragung. Im 18. Kapitel der Vorlesungen zur Einführung in die Psychoanalyse stellte er 1917 seine Entdeckung der Macht des Unbewussten als die empfindlichste von drei „Kränkungen der Menschheit“ in eine Reihe mit den grundstürzenden Theorien von Nikolaus Kopernikus und Charles Darwin. Zum ordentlichen Professor wurde Freud als Titularprofessor erst unter den geänderten Nachkriegsverhältnissen am 31. Dezember 1919 ernannt.
Kriegsende und unmittelbare Nachkriegszeit brachten auch im Hause Freud Versorgungsnöte. Kohlenknappheit ließ bei steif gefrorenen Händen kaum Schreibtischarbeit zu. Vom Herbst 1919 an ging es mit Freuds Praxis aber wieder aufwärts, weil vor allem zahlungskräftige Briten und Amerikaner Freud aufsuchten, der unter den Bedingungen einer galoppierenden Inflation bald Gefallen daran fand, sich in Dollar bezahlen zu lassen. Eine Vielzahl therapiebedürftiger Amerikaner suchte in den frühen 1920er Jahren den alten Kontinent und insbesondere Wien auf, weil es daheim noch an geschulten Analytikern fehlte, und teils auch, um sich als Ärzte bei Freud einer Lehranalyse zu unterziehen. Auch publizistisch blieb Freud in den Nachkriegsjahren anhaltend produktiv: 1920 erschien Jenseits des Lustprinzips, ein Werk, in dem die Begriffe „Wiederholungszwang“ und „Todestrieb“ eingeführt wurden; 1921 brachte Freud Massenpsychologie und Ich-Analyse heraus, 1923 Das Ich und das Es.

### Leben und Arbeiten mit dem Krebsleiden

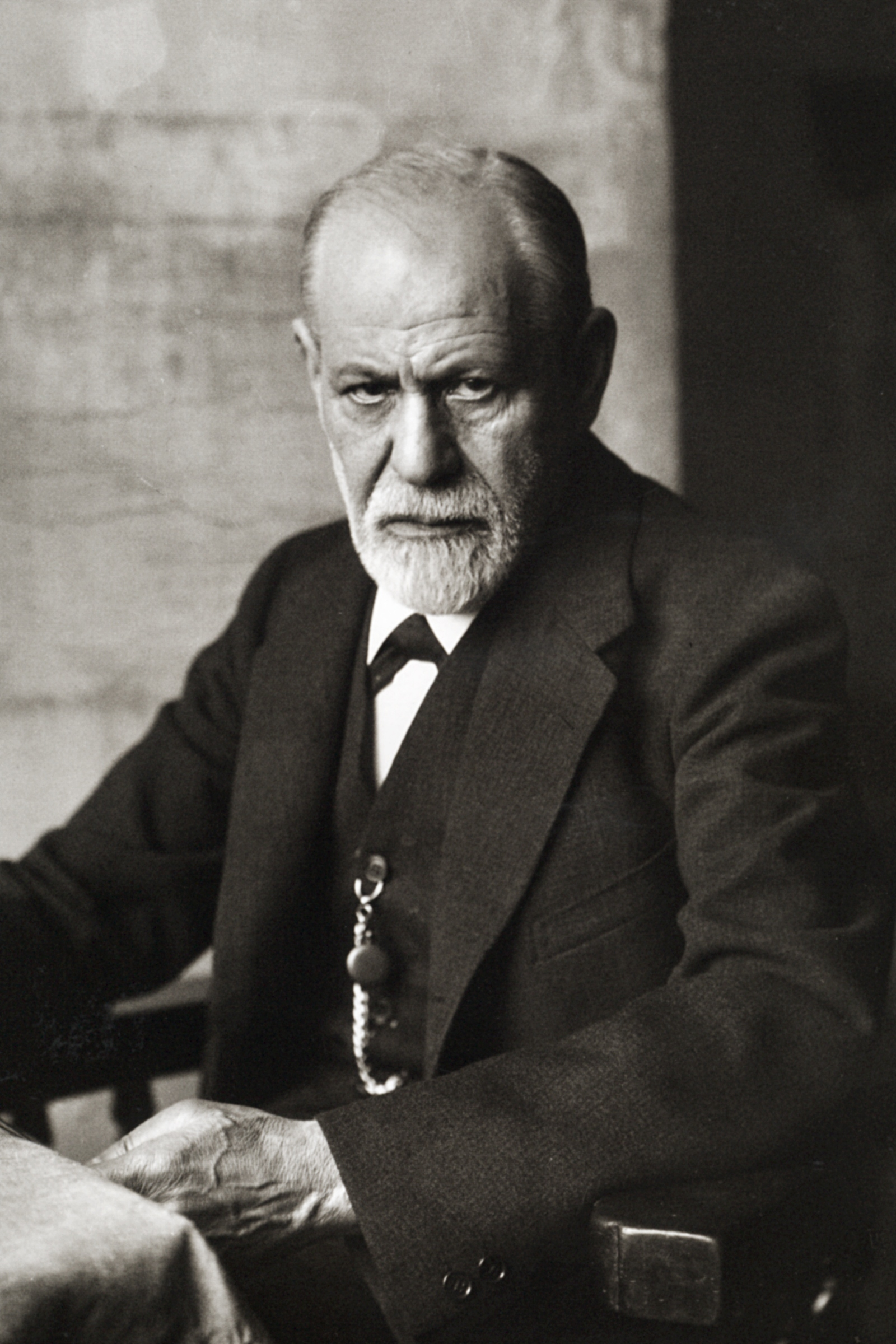
Sigmund Freud 1926 auf einem Porträt-Foto von Ferdinand Schmutzer

Bei Freuds bereits seit langem in mancher Hinsicht angegriffener Gesundheit kam es 1923 zu einem dramatischen Einschnitt, als er es mit einer blutenden Wucherung im Gaumen zu tun bekam. Bei ersten Untersuchungen verschwieg man ihm die Bösartigkeit der Geschwulst, um ihn zu schonen und ihm den Lebensmut zu erhalten. Vom Zigarrenrauchen, dem er jahrzehntelang exzessiv gefrönt und das dem Gaumenkarzinom Vorschub geleistet hatte, ließ Freud sich weiterhin nicht abhalten. „Das Laster aufzugeben“, so Alt, „war nicht möglich, denn es hätte den Verzicht auf geistige Arbeit bedeutet. In allen anderen Lebenssituationen – beim Kartenspiel, während des Spazierengehens, auf Reisen – konnte Freud ohne Zigarre auskommen, nicht aber am Schreibtisch.“
Nach einer Romreise in der Sommerpause unterzog sich Freud am 12. Oktober 1923 der operativen Entfernung unter anderem des größeren Teils des rechten Oberkiefers sowie von Teilen des Unterkiefers. Danach wurde eine Prothese erstellt, um das Sprechen und Kauen wieder möglich zu machen. Die Handhabung des sperrigen Konstrukts beim Einsetzen und Herausnehmen war kompliziert und zeitaufwendig. Mehr als 50 weitere kleine und größere Eingriffe wurden in den Freud verbleibenden 16 Lebensjahren nötig, um teils gutartige neue Wucherungen einzudämmen und Prothesenanpassungen vorzunehmen. Lange öffentliche Vorträge, Konferenzteilnahmen und das Essen in Gesellschaft waren Freud unter diesen Umständen nicht mehr möglich. Erschwert war auch die Abhaltung von Analysesitzungen mit Patienten, die Freud in vermindertem Umfang aber noch bis ins letzte Lebensjahr durchführte. Auch unterzog sich Freud in den zwanziger Jahren aus dem Wunsch heraus, vitaler zu werden, einer von Eugen Steinach erdachten Vasoligatur, bei dem ihm seine Samenleiter abgebunden wurden.
Trotz zunehmender gesundheitlicher Beeinträchtigung, die vermehrt längere Kuraufenthalte nach sich zog, und zeitweise nachlassender Konzentrationsfähigkeit blieb Freud auch im Fortgang der 1920er Jahre und der frühen 1930er Jahre als führende Persönlichkeit der psychoanalytischen Bewegung sowohl in theoretischer als auch organisatorischer Hinsicht bestimmend. Mit beträchtlicher Tatkraft, so Alt, habe Freud die Geschicke der Internationalen Psychoanalytischen Gesellschaft, der Zeitschrift wie des Verlags, weiterhin gesteuert. „Er und niemand sonst entschied über personelle Wechsel, die ihm vor allem dann notwendig schienen, wenn Kollegen und frühere Vertraute die Prinzipien der Loyalität verletzten.“ Mit seiner 1925 erschienenen Abhandlung über Widerstände gegen die Psychoanalyse brachte er erneut seine Sicht der Anlaufschwierigkeiten für das eigene Therapiekonzept in Umlauf, indem er sie auf die irritierende Wirkung desillusionierender Erkenntnisse zurückführte. In Die Zukunft einer Illusion legte Freud 1927 sein religionskritisches Denken dar. Nicht von fadenscheinigen religiösen Fiktionen, sondern allein von der Wissenschaft dürfe man die Entschleierung der Welträtsel erwarten. In der Studie Das Unbehagen in der Kultur entwickelte er seine psychoanalytische Perspektive der conditio humana im Kontext des modernen Gesellschaftslebens, für das die Sublimierung des Sexualtriebs und diesbezüglicher Bedürfnisse grundlegend sei – eine der meistrezipierten und -diskutierten in der Vielzahl von Freuds Veröffentlichungen.

#### Tochter Anna als starker Rückhalt

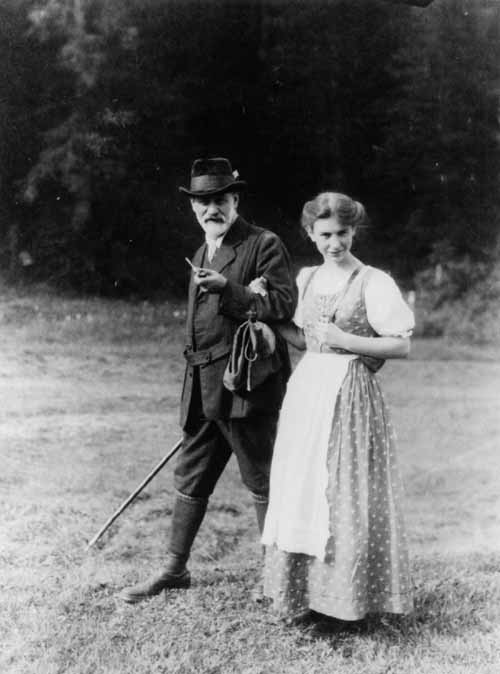
Sigmund und Anna Freud in den Dolomiten 1913

Im Kreis seiner Angehörigen war Freud durchgängig der oft großzügig sorgende und trotz intensiver Beschäftigung zugewandte Familienvater, der die zeittypischen Erziehungshärten ablehnte und mied. Er war damit jedoch ohnehin außer sonntags und in den Sommerferien kaum befasst, weil seine Frau Martha für Kinder und Haushalt sorgte, ab 1896 unterstützt durch ihre verwitwete jüngere Schwester Minna als Mitbewohnerin, die Freud anstelle Marthas zeitweise auch auf seinen Reisen begleitete. Eine besonders enge Beziehung entwickelte sich zwischen Freud und seiner letztgeborenen Tochter Anna, die sich schon in jungen Jahren für die Bücher ihres Vaters und für die Diskussionen interessierte, die er mit seinen Gästen über psychoanalytische Themen führte. Seit 1915 zunächst als Lehrerin arbeitend, strebte Anna Freud zugleich danach, sich als Psychoanalytikerin ausbilden zu lassen.
Beginnend im Oktober 1918 führte Freud mit Anna therapeutische Gespräche im Sinne einer Lehranalyse, die zunächst bis 1922 andauerten und unter anderem die inzestuösen Neigungen der Tochter gegenüber dem Vater tabufrei behandelten. Nach ersten eigenen Analyseversuchen mit Kindern gelang es Anna Freud 1922 mit einer Abhandlung über kindliche Schlagephantasien, als Mitglied in die Wiener Psychoanalytische Vereinigung aufgenommen zu werden.
Als Freuds Gaumenkrebserkrankung 1923 ausbrach, war es Anna, die ihn auf seiner letzten Romreise begleitete und die danach zu seiner wichtigsten Pflegerin wurde. Sie war als Einzige imstande, ihm bei der Einsetzung der Gaumenprothese zu helfen, was unter Umständen zu einer halbstündigen Prozedur werden konnte. Anna übernahm aber von da an auch die Vertretung ihres Vaters bei psychologischen Kongressen und bekleidete ab 1927 die Stellung der Generalsekretärin in der Internationalen Psychoanalytischen Vereinigung.

#### Freuds Frauenbild
Die frühe Praxisklientel Freuds ab Mitte der 1880er Jahre war vorwiegend weiblich; gut zwei Dekaden später fing er an, auch Psychoanalytikerinnen auszubilden, obwohl sein Frauenbild zum Teil weiterhin ausgeprägt konservative Züge aufwies. Er selbst erwartete Mitte der 1920er Jahre, dass man seine diesbezüglichen Ansichten als nachteilig für die Frauenbewegung kritisieren werde. Dabei schien es ihm allerdings selbst unbefriedigend und unsicher, „was wir von der weiblichen Frühentwicklung wissen.“ In einer Publikation zur Laienanalyse im Jahr 1932 gab er seinen Lesern zu verstehen, es sei „gewiß unvollständig und fragmentarisch“, was er über die Weiblichkeit zu sagen habe, und riet dazu, die eigenen Lebenserfahrungen dazu zu befragen, sich an die Dichter zu wenden oder zu warten, bis ihnen die Wissenschaft „tiefere und besser zusammenhängende Auskünfte geben kann.“
Dessen ungeachtet leitete Freud aus der von ihm vorausgesetzten unterschiedlichen Wirkungsweise des Ödipuskomplexes bei Jungen und Mädchen eine schwächere Gewissensausprägung beim weiblichen Geschlecht ab. Während Frauen ihren Triebimpulsen stärker verhaftet blieben, suchten Männer diese kulturell zu verfeinern. Voll ausgeprägte Lusterfahrungen wiederum konnten Frauen nach Freuds Vorstellungen nur entwickeln, wenn ihnen der Übergang von der klitoralen zur vaginalen sexuellen Befriedigung gelänge. Andernfalls brauchten sie zu ihrem erotischen Genuss doch den Mann nicht. Er befand sich über dieses Thema in einer fachlichen Kontroverse mit Marie Bonaparte.
Die 1931 verfasste Abhandlung Über die weibliche Sexualität thematisierte den Ablösungsprozess bei Mädchen von der Mutter hin zum Vater. Dabei konnte Freud auf Eindrücke zurückgreifen, die er während der gemeinsamen Analyse hinsichtlich einer homosexuellen Prägung seiner Tochter Anna gewonnen hatte. Anhaltende gleichgeschlechtliche Liebesneigungen unter Frauen interpretierte er folglich als den Versuch, das mit einer Fixierung auf den Vater gekoppelte Inzestproblem und die damit verbundenen Schuldgefühle zu überwinden.

#### Freuds Bild von Homosexuellen
In den 1930er Jahren wurde Homosexualität sowohl in Deutschland mit Paragraf 175 als auch in Österreich mit Paragraf 129 b strafrechtlich verfolgt. Homosexuelle wurden als kranke und behandlungsbedürftige Menschen eingestuft. Im Jahre 1935 fragte eine besorgte Mutter Freud brieflich um Rat bezüglich ihres homosexuellen Sohnes. Freud schrieb in seinem Antwortbrief: „Homosexualität ist kein Vorteil, aber es ist nichts, wofür man sich schämen müsste, kein Laster, keine Entwürdigung. Es ist auch keine Krankheit.“ Weiter befand Freud: „Es ist eine große Ungerechtigkeit, Homosexualität als ein Verbrechen zu verfolgen, und eine Grausamkeit auch.“

#### Berühmtheit mit Kehrseiten
Anders als in der Isolationserfahrung vor der Jahrhundertwende zogen Freud und seine Lehren in den 1920er Jahren immer mehr Aufmerksamkeit auf sich. Mitte des Jahrzehnts sei Freud in aller Welt bekannt gewesen, meint Peter Gay und verweist auf das Vorhaben des Hollywood-Produzenten Samuel Goldwyn, der den „größten Liebesspezialisten der Welt“ dazu bewegen wollte, seine Expertise für 100.000 Dollar „kaufmännisch zu verwerten und eine Geschichte für die Leinwand zu schreiben oder nach Amerika zu kommen und bei einem ‚Großangriff‘ auf die Herzen dieser Nation zu helfen.“ Ein Treffen mit Goldwyn lehnte Freud jedoch kategorisch ab.
Dass Freud und die Psychoanalyse in die Wiener Kaffeehäuser Einzug hielten, auf Cocktailpartys besprochen wurden und auf die Theaterbühne gelangten, war für ein nüchternes Verstehen seines Denkens kaum förderlich. „Seine Fachausdrücke und fundamentalen Ideen wurden mißdeutet und gewöhnlich verfälscht, um als allgemeine Währung zu dienen.“ Dem schwedischen Arzt und Freud-Anhänger Paul Bjerre schien es, der Freudianismus habe Empfindungen erregt, „als wäre er eine neue Religion und nicht ein neues Forschungsgebiet.“ Freuds Neffe Edward Bernays trieb die Popularisierung von Freuds Lehre in den USA voran, auch zu eigenen Zwecken, indem er Freuds Hinweise zum Unbewussten für die eigene Propagandatheorie nutzte. Freud selbst äußerte sich zur erlangten Popularität zwiespältig. Wohl registrierte er 1920 angesichts der Zusendung gehaltvoller psychoanalytischer Publikationen aus verschiedenen Ländern, die Sache gehe „überall vorwärts“; doch hinsichtlich der eigenen Popularität zeigte er sich skeptisch und hegte schlimme Erwartungen, was nach seinem Tod aus der Psychoanalyse gemacht würde.
Andererseits war Freud durchaus an öffentlichem Beifall interessiert und erwartete Anerkennung für die Originalität seiner Beiträge zur Wissenschaft, die sich auch zunehmend einstellte, selbst wenn ihm der Nobelpreis, für den er im Rahmen einer Kampagne neben anderen von Persönlichkeiten wie Alfred Döblin, Jakob Wassermann, Bertrand Russell, Knut Hamsun und Thomas Mann vorgeschlagen wurde, verwehrt blieb. Genugtuung erfuhr er hingegen bei der Feier zur Eröffnung der Universität Jerusalem 1925, als ihn Lord Balfour neben Henri Bergson und Albert Einstein zu den drei Männern zählte, die den größten nützlichen Einfluss auf das moderne Denken ausgeübt hätten.
Im Jahre 1930 verlieh die Stadt Frankfurt Freud „für die besonderen sprachlichen Qualitäten seiner Werke“ den Goethepreis. Auf Anregung des Völkerbunds untersuchte Freud 1932 in einem Briefwechsel mit Albert Einstein die Möglichkeiten der Wissenschaft, Kriege zu verhüten: „Warum Krieg?“ Im Jahre 1935 wurde er Ehrenmitglied der British Royal Society of Medicine. Zu Freuds 80. Geburtstag hielt Thomas Mann am 8. Mai 1936 den Festvortrag „Freud und die Zukunft“, erst im Wiener Akademischen Verein und danach noch einmal in der Berggasse 19 direkt für den Jubilar, dem die Kraft zur Teilnahme an einer öffentlichen Veranstaltung fehlte. Zu diesem Jubiläum gratulierten auch die Alten Herren der jüdischen Studentenverbindung Kadimah Wien, der Freuds Sohn Martin angehörte; kurz darauf wurde er selbst Ehrenmitglied.

### An den Abgründen des Zeitgeschehens
Freuds Betrachtung der politischen Lage Österreichs nach dem Ende des Ersten Weltkriegs war leicht sarkastisch getönt. Am 17. März 1919 schrieb er: „Heute erfahren wir, daß wir nicht an Deutschland anschließen, aber Südtirol abtreten dürfen. Ich bin ja kein Patriot, aber es ist schmerzlich zu denken, daß so ziemlich die ganze Welt Ausland sein wird.“ Den Sturz der österreichischen Monarchie begrüßte er Lou Andreas-Salomé gegenüber recht verhalten: „Ich glaube, zu Revolutionen kann man erst ein freundliches Verhältnis gewinnen, wenn sie vorüber sind; sie sollten darum in sehr kurzer Zeit abgelaufen sein.“ Die Verhältnisse in Russland nach der bolschewistischen Oktoberrevolution betrachtete Freud, der in jüngeren Jahren mit sozialdemokratischen Positionen sympathisiert hatte, skeptisch und bezeichnete sich gegenüber Arnold Zweig als „Liberaler vom alten Schlag“. Eine Instrumentalisierung der Psychoanalyse für politische Zwecke lehnte Freud ab; die Psychoanalyse forme keine Weltanschauung aus.
Bekennender Nichtreligiöser war Freud sowohl in seinen Schriften als auch im Familienalltag, der nach Auskunft seines Sohnes Martin auf jüdische Traditionen keine Rücksicht nahm. Man feierte Weihnachten mit Geschenken unterm Baum und Ostern mit bemalten Eiern. Eine Synagoge hätten weder er noch seine Geschwister besucht. Zu seiner kulturellen Selbstverortung äußerte Sigmund Freud 1926 in einem Interview mit George Sylvester Viereck: „Meine Sprache ist deutsch. Meine Kultur, meine Erziehung sind deutsch. Ich hielt mich geistig für einen Deutschen, bis ich das Anwachsen des Antisemitismus in Deutschland und Deutsch-Österreich beobachtete. Seitdem ziehe ich es vor, mich einen Juden zu nennen.“ Eine andere Facette seiner kulturellen Selbstreflexion hatte er ein Jahr zuvor angesprochen: „Es ist vielleicht auch kein bloßer Zufall, daß der erste Vertreter der Psychoanalyse ein Jude war. Um sich zu ihr zu bekennen, braucht es ein ziemliches Maß an Bereitwilligkeit, das Schicksal der Vereinsamung in der Opposition auf sich zu nehmen, das dem Juden vertrauter ist als einem anderen.“

#### Bücherverbrennung und Schuschnigg-Regime
Als im Zusammenhang mit den Auswirkungen der Weltwirtschaftskrise die Österreichische Creditanstalt im Mai 1931 die Zahlungsunfähigkeit erklärte und damit zusätzliche ökonomische Verwerfungen hervorrief, geriet Freud wegen seiner in harten Devisen zahlenden ausländischen Klientel zwar selbst nicht in eine wirtschaftliche Notlage, beklagte aber den Verfall des Gemeinwesens. Nach der „Machtergreifung“ der Nationalsozialisten in Deutschland fielen auch Freuds Werke der Bücherverbrennung vom Mai 1933 anheim. „Was wir für Fortschritte machen!“, schrieb er Ernest Jones. „Im Mittelalter hätten sie mich verbrannt, heutzutage begnügen sie sich damit, meine Bücher zu verbrennen.“
Ein Jahr später wurde in Österreich die Demokratie von Engelbert Dollfuß und – nach dessen Ermordung durch österreichische Nationalsozialisten – unter Kurt Schuschnigg in einen klerikalfaschistischen Ständestaat transformiert. Freud gab sich noch gelassen. Er hielt den reaktionären österreichischen Katholizismus für einen brauchbaren Schutz gegen die Nazis. In Verkennung des Ernstes der Lage ließ er sich sogar zwecks Fortbestands der Psychoanalyse in Deutschland auf allerlei organisatorische Kompromisse mit den Nationalsozialisten ein. Zustände wie in Deutschland erwartete er für Österreich nicht. Eine gesetzliche Judenverfolgung werde der Völkerbund in Österreich nicht zulassen; einen Anschluss Österreichs an Deutschland aber würden Frankreich und seine Verbündeten gewiss verhindern. Der österreichische Faschismus erschien ihm folglich als das kleinere Übel, zumal er Österreichern nicht die gleiche Brutalität zutraute wie den Deutschen.
In dieser Zeit verschärfte sich auch Freuds Konflikt mit dem – zu dieser Zeit – kommunistisch orientierten Wilhelm Reich, einem ursprünglich von ihm geschätzten Schüler, der 1930 in die KPD eintrat und in Wort und Schrift gegen den Nationalsozialismus agitierte. Freud ließ Reich 1934 aus der Internationalen Psychoanalytischen Vereinigung ausschließen. Ob dies – wie mitunter gemutmaßt wurde – ein Bauernopfer zur Beschwichtigung der Nationalsozialisten sein sollte, oder doch primär aus „wissenschaftlichen Gründen“ geschah, wie Freud selbst in einem privaten Brief angab, ist bislang offen.

#### Flucht nach dem „Anschluss“ Österreichs 1938
Nach dem Einmarsch der deutschen Truppen in Österreich am 12. März 1938 verschaffte sich am 15. März ein siebenköpfiger SA-Trupp zwecks Beschlagnahme von Kunst und Antiquitäten Zutritt in der Berggasse 19, konnte aber von Martha Freud durch Aushändigung ihrer Geldbörse zum Abrücken bewogen werden. Als am 22. März die Gestapo Freud zum Verhör abholen wollte, verwies Anna auf ihres Vaters Gebrechlichkeit, bot sich statt seiner zur Vernehmung an und wurde mitgenommen. Sie war vom Hausarzt Max Schur für den Notfall mit dem Barbiturat Veronal ausgestattet worden. Zum Abend kam sie auf Intervention des amerikanischen Botschaftssekretärs frei und nach Hause.
Unterdessen arbeiteten vor allem Ernest Jones und Marie Bonaparte energisch darauf hin, Freud noch eine geordnete Emigration nach England zu ermöglichen. Sie initiierten diplomatischen Druck von Seiten Großbritanniens und der Vereinigten Staaten. Die Erledigung der beiderseitigen Formalitäten, einschließlich Zahlung der von Marie Bonaparte vorgestreckten „Reichsfluchtsteuer“, zog sich bis zum 4. Juni 1938 quälend hin.
Vor der Abreise hatte Freud noch ein vorgefertigtes Formular zu unterzeichnen: „Ich bestätige gerne, dass bis heute, den 4. Juni 1938, keinerlei Behelligung meiner Person oder meiner Hausgenossen vorgekommen ist. Behörden und Funktionäre der Partei sind mir und meinen Hausgenossen ständig korrekt und rücksichtsvoll entgegen getreten.“ Mit seiner Frau Martha, der Tochter Anna und der Haushälterin Paula Fichtl verließ Freud am Nachmittag des 4. Juni Wien mit dem Orient-Express, um über Paris ins englische Exil zu gelangen. Zurück blieben vier Schwestern Freuds, deren zum Herbst 1938 geplante Ausreise nach Frankreich scheiterte und die 1942/43 zu Opfern des Holocaust wurden.

### Exil und Tod in England

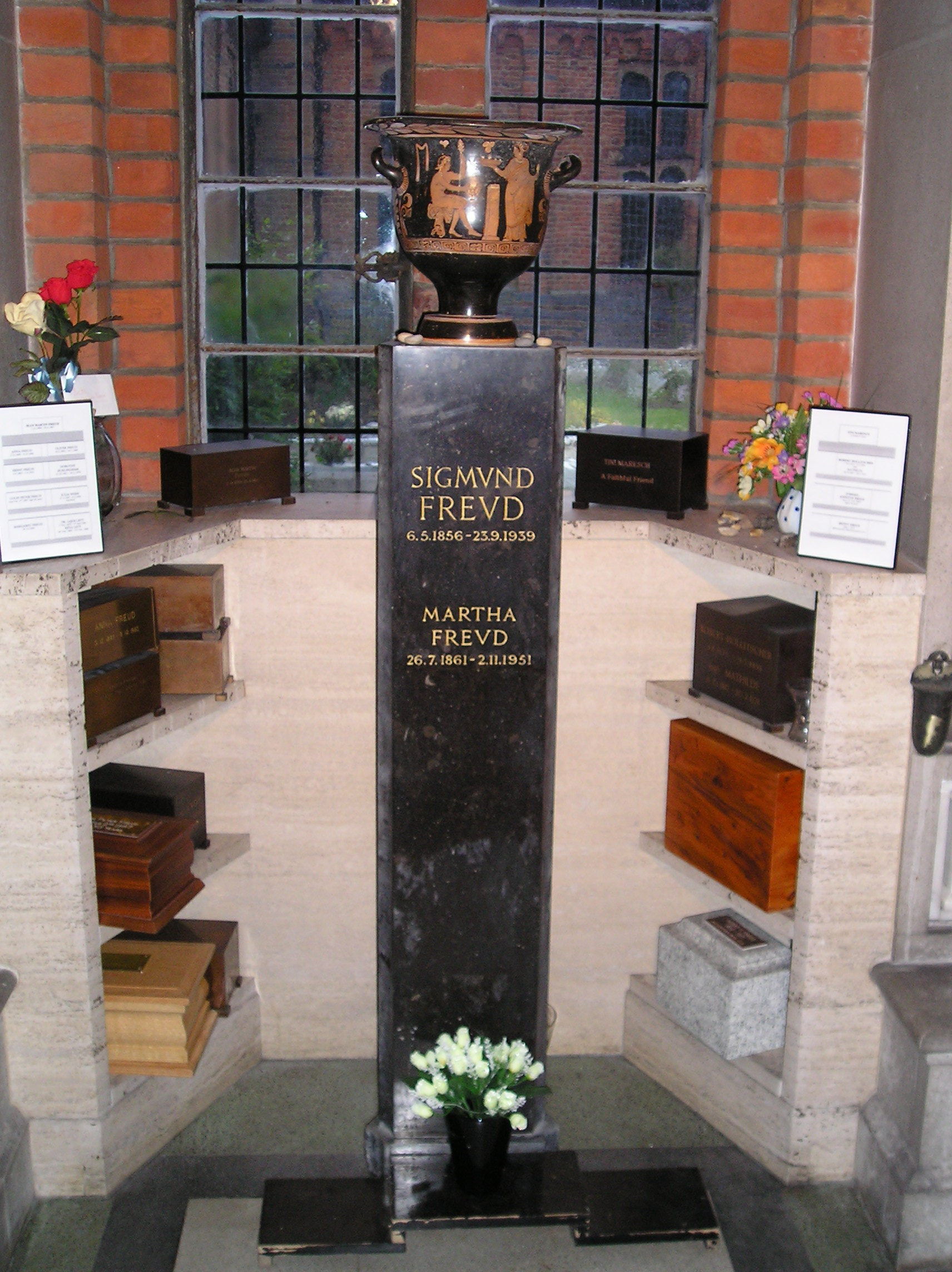
Sigmund Freud, seine Ehefrau sowie zahlreiche ihrer Nachkommen sind im Freud Corner des Golders Green Crematorium in London bestattet.

Am Morgen des 6. Juni 1938 wurden die Freuds an der Londoner Victoria Station mit Presseaufgebot empfangen und in das vom Sohn Ernst für sie gemietete Haus an der Elsworthy Road 39, Primrose Hill, gebracht. Bereits wenige Wochen nach der Ankunft kaufte Freud eine großzügige Villa in Hampstead, Maresfield Gardens 20. Hier ließen sich zwei Praxisräume für ihn selbst und Tochter Anna unterbringen. Marie Bonaparte hatte den Transfer von Freuds Vermögen auf ein Londoner Konto organisieren können. Der Sohn Ernst war mit architektonischen Umbauten beschäftigt, die dem Vater den Alltag erleichtern sollten. Freud zeigte sich begeistert: „Er baut einen Lift ein, macht aus zwei Zimmern eines oder umgekehrt, das reine Hexeneinmaleins ins Architektonische übersetzt.“ Im August 1938 trafen Freuds Bibliothek und Antikensammlung in London ein und wurden nach dem Wiener Muster in den Räumlichkeiten des neuen Hauses aufgestellt.
Freundlich empfangen wurden die Freuds nicht nur in der Londoner psychoanalytischen Gruppe; Freud berichtete auch von Brieffluten, die zu beantworten seien, und von Blumengrüßen in großer Zahl. „Wir sind mit einem Schlag populär geworden in London.“ Zu den Besuchern, die Freud alsbald in seinem neuen Domizil empfing, gehörten Stefan Zweig, Bronisław Malinowski und Salvador Dalí, der bei dieser Gelegenheit Freuds Kopf mit übergroßer Denkerstirn zeichnete. Bei einem der letzten Besuche in seiner Villa in London beschrieb ihn Stefan Zweig gleich hell im Geiste wie in seinen besten Tagen und gleich unermüdlich. „Immer hatte in all den Jahren ein Gespräch mit Freud für mich zu den höchsten geistigen Genüssen gehört. Man lernte und bewunderte zugleich, man fühlte sich mit jedem Wort verstanden von diesem großartig Vorurteilslosen, den kein Geständnis erschreckte, keine Behauptung erregte, und für den der Wille, andere zum Klarsehen, zum Klarfühlen zu erziehen, längst instinktiver Lebenswille geworden war. Aber niemals habe ich das Unersetzbare dieser langen Gespräche dankbarer empfunden als in jenem dunklen Jahr, dem letzten seines Lebens.“ Im November 1938 suchte H. G. Wells ihn auf, Anfang 1939 kamen Virginia Woolf, Chaim Weizmann und Arthur Koestler zu Besuch.
Bereits im Herbst 1938 musste sich Freud einer weiteren komplizierten Krebsoperation unterziehen. Die vorübergehende Entlastung wich schon im Spätsommer 1939 weiterer Geschwulstbildung, die mit Eiterungen und Fäulnis einherging, sodass Freuds Hund sich zurückzog und man zur Fernhaltung von Fliegen ein Netz über sein Bett spannte. Am 21. September erinnerte Freud seinen Arzt Max Schur an eine frühere Verabredung und ließ sich von ihm Morphium in Dosen spritzen, an denen er am Morgen des 23. Septembers 1939 im Alter von 83 Jahren verstarb. Schur war angerührt von der Art, wie Freud dem Tod mit Würde und ohne Selbstmitleid begegnete. Bei seinem Londoner Exil war es ihm ausdrücklich darum gegangen, in Freiheit zu sterben, möglichst ohne Siechtum und Lähmung der Leistungsfähigkeit, gleichsam „im Harnisch“ wie Macbeth. Peter Gay bemerkt dazu abschließend: „Der alte Stoiker hatte die Kontrolle über sein Leben behalten – bis zum Ende.“

## Lebenswerk

Der psychische Apparat nach Freud

Sigmund Freud war der Begründer und unbestritten der bestimmende Theoretiker der Psychoanalyse. Er hat dadurch auf nahezu alle Vertreter dieses Fachs und darüber hinaus auf viele Humanwissenschaftler einen starken Einfluss ausgeübt. Schon zu Lebzeiten Freuds hat sich die Psychoanalyse in zahlreiche Schulen diversifiziert. Sie ist heute durch eine Pluralität der Konzepte und Konstrukte gekennzeichnet. In psychoanalytischen Diskussionen und Veröffentlichungen ist es gleichwohl üblich, sich auf das Werk Freuds als gemeinsame Referenz zu beziehen. Auf diese Weise haben Freuds Schriften trotz zahlreicher Korrekturen, Modifikationen und Weiterentwicklungen auch heute noch eine hohe Bedeutung.
Das Prinzip der Ausdifferenzierung und stetigen Revision der psychoanalytischen Lehre hatte Freud in seiner Werkgeschichte selbst praktiziert, zuletzt in der im Juli 1938 begonnenen Zusammenfassung unter dem Titel Abriß der Psychoanalyse. Zum „soundsovielten Male“ habe er damit eine Einführung in sein Denksystem entworfen, meldete er Ernest Jones. Nicht nur die Lehrschriften, heißt es bei Alt, sondern „nahezu sämtliche seiner großen Texte und Fallstudien boten regelmäßig eine Zusammenfassung leitender methodischer Prinzipien. […] Wenn er die Psychoanalyse in ständigen Modifikationen vorstellte, als sei sie unbekanntes Terrain, so hatte das auch den Effekt der Selbstaufklärung. Wo Freud in seine Forschung einführte, schrieb er sie zugleich fort, indem er sie auf ein höheres Niveau der Durchdringung hob.“
Im Umfeld und unter dem Eindruck des Ersten Weltkriegs ergab sich laut Irene Berkel in Freuds Denken und Werk eine neue Richtung. Waren seine Forschungen bis dahin von Fortschrittsoptimismus und dem Vertrauen auf den Beitrag der Psychoanalyse zur Selbstbefreiung des Menschen getragen, so wandte er sich nun vermehrt den destruktiven Kräften im menschlichen Seelenleben wie in der Kultur zu und leitete in der Folge „einen weitreichenden und komplexen Unterbau seines Theoriegebäudes ein.“ Freud sei bis zum Ende ein Forschender und Suchender geblieben, der Empirie gegenüber eigenen theoretischen Ausgangspositionen den Vorrang einräumte. Da er Unstimmigkeiten nicht beseitigt, sondern bestehen lassen habe, wirke manches widersprüchlich, verwirrend und inkonsistent. „Diese freudspezifische Verfahrensweise“, so Berkel, „verlieh seinen Konstruktionen den Charakter der Vorläufigkeit und erzeugte jene Offenheit, Lebendigkeit, Spannung und Dichte, die seine Theorie auszeichnet. Sie erschwert freilich den Zugang zum Verständnis seiner komplexen Begriffsbildungen.“
Freud war auch 33 Mal für den Medizinnobelpreis und einmal für den Literaturnobelpreis nominiert, erhielt ihn allerdings nie.

### Krankengeschichten
Die zwischen 1895 und 1918 veröffentlichten Krankengeschichten Freuds geben als historische Dokumente Einblick in seine Behandlungsmethode wie in das soziale Milieu Wiens seiner Zeit. Als Schnittstelle zwischen Theorie und Praxis sind sie bis heute immer wieder Ausgangsmaterial für Auseinandersetzungen mit der Psychoanalyse als Behandlungsform und als psychologische Theorie. Nur wenige Patienten haben Informationen über ihre Therapien bei Freud veröffentlicht oder Interviews gegeben. Paul Roazen hat im Zeitraum von 1964 bis 1967 Auszüge aus Interviews mit über 70 Personen, die Freud persönlich kannten, geführt und beschrieben, dazu etwa 25 Patienten und 40 weitere Personen, die sich an der Entwicklung der Psychoanalyse direkt oder indirekt beteiligt hatten. International bekannt wurde die Autobiografie von Sergej Konstantinowitsch Pankejeff (1887 bis 1979) – von Freud in seinen Krankengeschichten als „Der Wolfsmann“ beschrieben –, der manchen Einzelheiten der Darstellung von Freud, so vor allem seiner Traumdeutung widersprach.

### Psychoanalyse und Metapsychologie

Freuds Zeichnung im Buch „Das Ich und das Es“ von 1923.

Neben der Erforschung des Unbewussten, die Gegenstand von Freuds psychoanalytischen Explorationen und therapeutischen Behandlungen im Praxisalltag war, entwickelte er bereits in den späten 1890er Jahren Vorstellungen von einer Metapsychologie, die dazu dienen sollte, psychologische Phänomene möglichst vollständig zu erklären, und zwar nicht nur psychopathologische, sondern auch zum Beispiel die Träume und Fehlleistungen von gesunden Menschen. Nach der grundlegenden Traumdeutung (1899/1900) sind die Folgepublikationen Zur Psychopathologie des Alltagslebens (1901) und Der Witz und seine Beziehung zum Unbewußten (1906) diesem Vorhaben zuzuordnen.
Während des Ersten Weltkriegs konzipierte Freud nach der Publikation Zur Einführung des Narzissmus (1914) ein Sammelwerk mit zwölf metapsychologischen Abhandlungen im engeren Sinn, von denen er jedoch nur fünf fertigstellte und publizierte: im Jahr 1915 Triebe und Triebschicksale, Die Verdrängung und Das Unbewußte; im Jahr 1917 Metapsychologische Ergänzungen der Traumdeutung sowie Trauer und Melancholie. In der Nachkriegszeit entwarf Freud eine „neue Landkarte der psychologischen Struktur“, so Peter Gay, indem er das Schuldgefühl psychoanalytisch erschloss und das Ich mit seinen Funktionsanteilen stärker in den Fokus nahm. Mit der Ich-Psychologie habe er sich einem früheren Vorhaben immer mehr genähert: „eine allgemeine Psychologie zu entwerfen, die über ihr erstes beschränktes Habitat, die Neurosen, hinausreichte zur normalen psychischen Aktivität.“

#### Jenseits des Lustprinzips
Eine erweiterte Trieblehre in der 1920 erschienenen Publikation Jenseits des Lustprinzips stand am Beginn einer Reihe von Schriften Freuds, die auf eine psychoanalytische Anthropologie zielten, „eine allgemeine Lehre vom Menschen als Wesen, das sein Leben unter dem Gesetz des Irrationalen zu bewältigen hat.“ Anstelle des bisherigen primären Dualismus zwischen Lust- und Realitätsprinzip, zwischen Sexual- und Ichtrieben trat, so Alex Holder, ein noch fundamentalerer psychischer Gegensatz: der zwischen den Lebenstrieben (Sexual- und Selbsterhaltungstrieb) einerseits und dem Todestrieb andererseits.

#### Es, Ich und Über-Ich

Über-Ich, Ich und Es

Eine weitere Ausdifferenzierung in Bezug auf sein Strukturmodell der Psyche entwickelte Freud in der 1923 veröffentlichten Studie Das Ich und das Es. Erstmals wurde das seelische Gefüge darin als von drei Kräften bestimmt analysiert, die in wechselseitiger Abhängigkeit voneinander wirken: „Ich, Es und Über-Ich streben auf unterschiedliche Weise nach Erfüllung der in ihnen angelegten Potentiale, sind aber aufeinander angewiesen.“
Das Ich hat bei Freud das Bestreben, dem Es die Ansprüche der Außenwelt entgegenzuhalten und „das Realitätsprinzip anstelle des Lustprinzips zu setzen, welches im Es uneingeschränkt regiert.“ In einem oft zitierten Gleichnis Freuds heißt es vom Ich: „Es gleicht so im Verhältnis zum Es dem Reiter, der die überlegene Kraft des Pferdes zügeln soll, mit dem Unterschied, daß der Reiter dies mit eigenen Kräften versucht, das Ich mit geborgten“, und zwar vom Es geborgten, wie Gay anmerkt. Freud dazu weiter: „Wie dem Reiter, will er sich nicht vom Pferd trennen, oft nichts anderes übrig bleibt, als es dahin zu führen, wohin es gehen will, so pflegt auch das Ich den Willen des Es in Handlung umzusetzen, als ob es der eigene wäre.“
Bei der dritten Kraft in Freuds Strukturmodell der Psyche handelt es sich um das von ihm auch als „Ich-Ideal“ bezeichnete „Über-Ich“. Als aus dem Ödipuskomplex der frühen Kindheit hervorgehende individuelle Vater- und Mutteridentifizierung wirke das Über-Ich ebenfalls als unbewusste Instanz auf das Ich ein. „Während das Ich wesentlich Repräsentant der Außenwelt, der Realität ist, tritt ihm das Über-Ich als Anwalt der Innenwelt, des Es, gegenüber.“ Auf zweierlei Weise übt also nach Freud das Es auf das Ich Einfluss aus: einerseits unmittelbar durch die Triebstruktur, andererseits über das Ich-Ideal. In der Psychoanalyse sieht er ein Werkzeug, das dem Ich die fortschreitende Beherrschung des Es ermöglichen soll. Schließlich leide das Ich – „die eigentliche Angststätte“ – unter den Drohungen dreier Gefahren: „von der Außenwelt her, von der Libido des Es und von der Strenge des Über-Ichs.“

### Kulturtheoretische Ableitungen
Es sei leicht zu zeigen, schrieb Freud in Das Ich und das Es, dass das Ich-Ideal oder Über-Ich allen Ansprüchen an das höhere Wesen im Menschen genüge. „Als Ersatzbildung für die Vatersehnsucht enthält es den Keim, aus dem sich alle Religionen gebildet haben.“ In späteren Entwicklungsphasen führten Lehrer und andere Autoritäten die Vaterrolle fort und übten mittels Geboten und Verboten durch das individuelle Gewissen die moralische Zensur aus. „Die Spannung zwischen den Ansprüchen des Gewissens und den Leistungen des Ichs wird als Schuldgefühl empfunden.“ Soziale Gefühle beruhen laut Freud „auf Identifizierungen mit anderen auf Grund des gleichen Ich-Ideals.“
Bereits mit der 1921 erschienenen Publikation Massenpsychologie und Ich-Analyse hatte Freud sich auf den Weg „von der Analyse des Individuums zum Verständnis der Gesellschaft“ gemacht, wie er Romain Rolland schrieb. Zentraler Anknüpfungsgegenstand von Freuds diesbezüglichen Reflexionen war die Psychologie der Massen von Gustave Le Bon. Freud stimmte mit ihm darin überein, dass Massen im Vergleich zu Individuen weniger Kultur aufwiesen, dass sie intoleranter, irrationaler und unmoralischer seien und sich enthemmter verhielten. Beim Aufgehen des Individuums in der Masse würden „alle grausamen, brutalen, destruktiven Instinkte, die als Überbleibsel der Urzeit im Einzelnen schlummern, zur freien Triebbefriedigung geweckt“. Die Massenbildung vollziehe sich durch einen Prozess der Identifizierung aller einzelnen Individuen mit demselben Objekt, einem „Führer“ (stellvertretend für den „Urvater“), anstelle des Ich-Ideals. Andreas Mayer resümiert: „Die Freud’sche Massenpsychologie ist dementsprechend als Versuch konzipiert, das Phänomen der modernen Massenbildung sowohl entwicklungsgeschichtlich (aus dem naturalistischen Mythos von Urvater und Urhorde) als auch individualpsychologisch (aus dem libidinösen Verhältnis zwischen Ich und Objekt in der Verliebtheit und in der Hypnose) abzuleiten.“

#### Totem und Tabu
Die vier 1913 unter diesem Titel zusammengefassten, ursprünglich getrennt voneinander publizierten Abhandlungen bildeten den markanten Auftakt zu Freuds kulturtheoretischen Schriften, die – angeregt von der zeitgenössischen ethnologischen Forschung – einen weiten Bogen zurück in die Menschheitsgeschichte schlugen, wie bereits der Untertitel erkennen ließ: Einige Übereinstimmungen im Leben der Wilden und der Neurotiker. Die Zugehörigkeit zu einem Totem wird darin als Grundlage eines sozialen Systems bestimmt und als einigendes Band von Sippen, die im Totem ihren Stammvater sehen. Mit dieser Form der Vergemeinschaftung gehe in der Regel das Inzesttabu einher. „Die auffälligen Ähnlichkeiten zwischen Tabu und allen möglichen Formen der Neurose führen zu dem Schluß“, heißt es bei Brumlik, „daß in beiden Fällen eine große Nähe von Verbot und der Lust, es zu überschreiten, besteht“.
Zentrales Element des Totemkults ist die Schuldverarbeitung. In der vom Vater regierten Urhorde, so Freuds Szenario, komme irgendwann der Zeitpunkt, an dem die gewaltsam unterworfenen Söhne rebellierten, den Vater erschlügen und verzehrten. Das an den Vater erinnernde Totem gemahne sie an ihre Schuld wie aber auch an ihren Triumph über ihn. Freud rechnete mit „unvertilgbaren Spuren“ dieses Urverbrechens in der menschlichen Kunst, Kultur und Religion.

#### Das Unbehagen in der Kultur

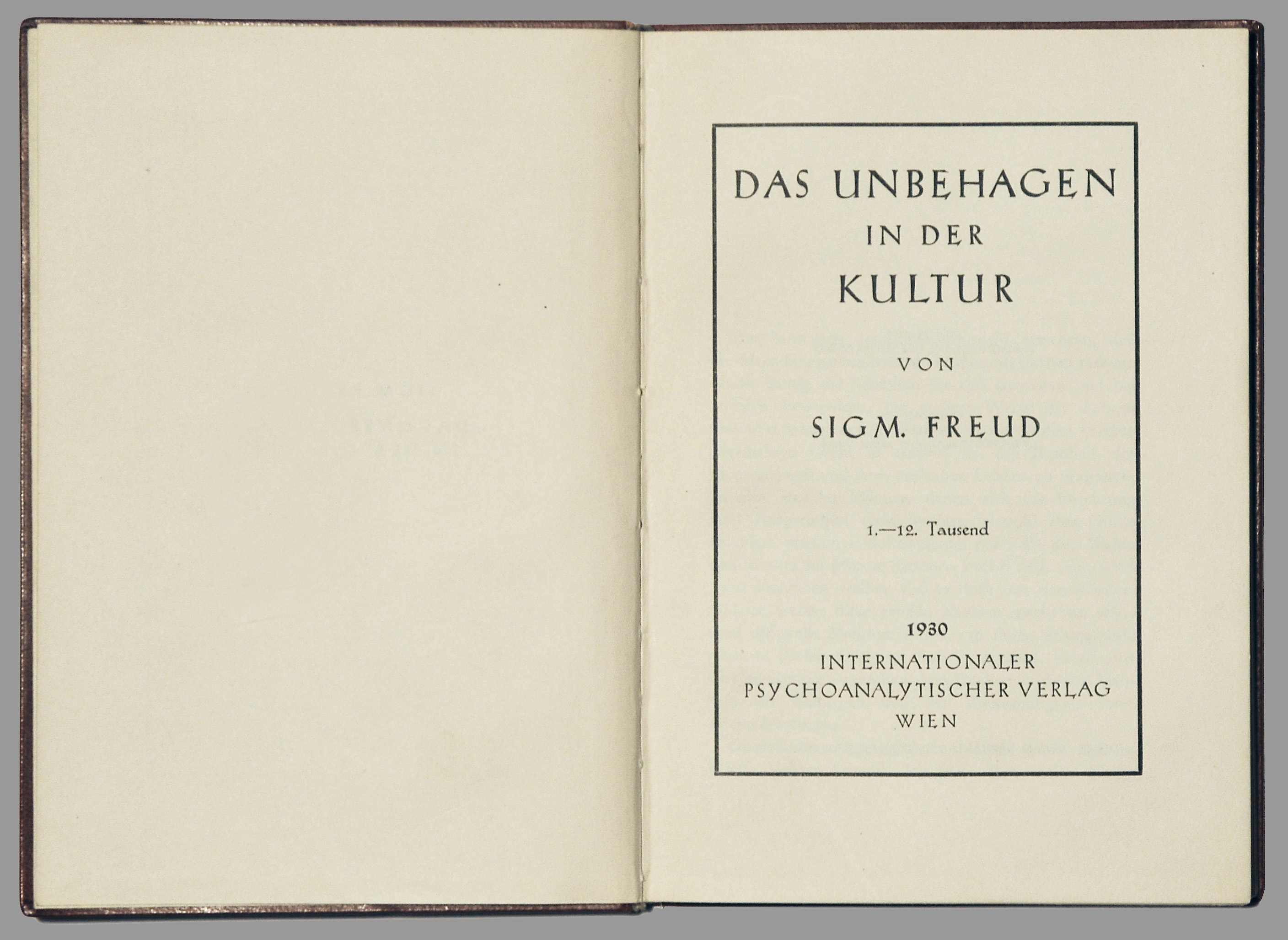
Das Unbehagen in der Kultur, Erstdruck
„Eine besondere Bedeutung beansprucht der Fall, daß eine größere Anzahl von Menschen gemeinsam den Versuch unternimmt, sich Glückversicherung und Leidensschutz durch wahnhafte Umbildung der Wirklichkeit zu schaffen. Als solchen Massenwahn müssen wir auch die Religionen der Menschheit kennzeichnen. Den Wahn erkennt natürlich niemals, wer ihn selbst noch teilt.“ (S. 33)

Als Summe von Freuds theoretischen Arbeiten, „zugleich Höhepunkt und Abschluß“, sieht Alt diese 1929/30 veröffentlichte Schrift, in deren Mittelpunkt „das System der Verdrängung mit seiner Ausstrahlung auf alle Felder der Zivilisation“ stehe. Die Lebensrealität zwinge zum Lustverzicht, zur Zügelung, Umlenkung und Verdrängung der Triebe. Kulturelle Ordnung basiere auf der Unterwerfung der sinnlichen Mächte. „Der Mensch kann diese ständige Zumutung nur überstehen, wenn er lernt, sich mit Formen der Ersatzbefriedigung zufrieden zu geben.“ Zwar gelinge es ihm, sich mit technischen Innovationen den Naturkräften gegenüber zu behaupten, allerdings nur in Form von Notbehelfen ohne dauerhafte Weltbeherrschung: „Der Mensch ist sozusagen ein Prothesengott geworden, recht großartig, wenn er alle seine Hilfsorgane anlegt, aber sie sind nicht mit ihm verwachsen und machen ihm gelegentlich noch viel zu schaffen.“
Was Menschen durch ihr Verhalten als Lebenszweck und -absicht erkennen lassen, ist das Streben nach Glück, das aber von drei Seiten her Ungemach erfährt: vom körperlichen Verfall und Tod, von den fatalen Kräften der Außenwelt und von den schmerzlichen Leiden in zwischenmenschlichen Beziehungen – die Absicht, dass der Mensch ‚glücklich‘ sei, ist im Plan der ‚Schöpfung‘ nicht enthalten. Was an relativem Glück möglich bleibt, ist laut Freud „ein Problem der individuellen Liebesökonomie.“ Dazu gebe es keinen allgemeintauglichen Rat, „ein jeder muß selbst versuchen, auf welche besondere Fasson er glücklich werden kann.“ Wer vorwiegend erotisch veranlagt ist, werde den Gefühlsbeziehungen zu anderen Vorrang geben, der selbstgenügsam-narzisstische Typus die Befriedigung in seinen inneren seelischen Regungen suchen, der Tatenmensch seine Kraft an der Außenwelt erproben.
Micha Brumlik behandelt Das Unbehagen in der Kultur vor allem hinsichtlich politischer Gehalte und zählt das Werk zur Reihe „großer sozialphilosophischer Versuche“ wie Platons Politeia, Macchiavellis Der Fürst, Thomas Hobbes Leviathan oder Rousseaus Abhandlung über den Ursprung und die Grundlagen der Ungleichheit unter den Menschen. Besonders befasst sich Brumlik mit Freuds Kritik des Kommunismus. In dieser geht es weniger um wirtschaftliche Aspekten oder die Abschaffung des Privateigentums, sondern um psychologische und anthropologische Gesichtspunkte. Mit der Aufhebung des Privateigentums entziehe man der menschlichen Aggressionslust zwar eines ihrer Werkzeuge, so Freud, jedoch gewiss nicht das stärkste. Mit dem Fortbestehen des Aggressionstriebs sei auch auf jedem neuen Weg, den die Kulturentwicklung einschlage, zu rechnen.

#### Religionskritik
Freud bezeichnete sich selbst als einen Feind der Religion „in jeder Form und Verdünnung“ und steht somit in der Tradition Ludwig Feuerbachs (dessen Thesen er als seine philosophische Grundlage ansieht) und Friedrich Nietzsches (dem er zugesteht, etliche Einsichten der Psychoanalyse intuitiv vorweggenommen zu haben). Auch Arthur Schopenhauers Schriften hatten großen Einfluss auf den jungen Freud. Doch vor allem sein Spätwerk stand zu einem beträchtlichen Teil im Zeichen der Religionskritik. Sein letztes Werk (1939), wenige Tage vor seinem Tod veröffentlicht, war die provokative Studie über den Religionsgründer Moses: Der Mann Moses und die monotheistische Religion.
Freud bekräftigt die Religionskritik der Philosophen durch Einsichten, die er als naturwissenschaftlich geprägter Mediziner bei der Entwicklung der klinischen Psychoanalyse gewonnen hat. Dabei drängte sich ihm die Auffassung auf, dass die Religion einer Kindheitsneurose vergleichbar sei. Hierbei argumentiert er anthropologisch, ontogenetisch und phylogenetisch:
Das anthropologische Argument definiert die Religion als infantiles (= kindliches) Abwehrverhalten gegen die menschliche Unterlegenheit: Der Mensch habe die Naturkräfte personalisiert und zu schützenden Mächten erhoben. Somit helfen sie ihm in seiner Hilflosigkeit. Das zugrunde liegende Verhaltensmuster knüpfe an die frühkindliche Erfahrung mit den schützenden Eltern, besonders mit dem Vater, an.
In seiner Schrift Zwangshandlungen und Religionsübungen (1907) entdeckte Freud Parallelen zwischen den Zwangshandlungen psychisch Kranker mit Religionsübungen, da in beiden Fällen die Nichtausführung oder ungenaue Ausführung Angst auslöse. In beiden Fällen handle es sich um verdrängte Triebstrebungen.
Auf die frühkindlichen Erfahrungen geht auch Freuds ontogenetischer Ansatz ein: Das ambivalente Verhältnis des Kindes gegenüber dem Vater setzt sich im Glauben des Erwachsenen fort. Er erkennt, dass er auch als solcher sich nicht völlig gegen fremde Übermächte wehren kann, weswegen er seinen Schutz im Gottesglauben sucht. Die Götter fürchtet er, trotzdem überträgt er ihnen seinen Schutz.

## Rezeptionsaspekte
Nach Ansicht seiner Anhänger besteht ein historisches Verdienst Freuds darin, die Rolle des Unbewussten im menschlichen Denken und Handeln in weiten Kreisen bekannt gemacht zu haben. Darüber hinaus begründete er mit der Psychoanalyse eine neue psychologische Lehre und stellte grundlegende therapeutische Vorgehensweisen vor, die auch heute noch in abgewandelter Form in der psychotherapeutischen Behandlung von Neurosen und Psychosen eingesetzt werden. Von manchen ihrer Anhänger wird die Psychoanalyse als eine umfassende Theorie betrachtet, die das komplexe menschliche Erleben und Handeln beschreiben und erklären kann. Hinsichtlich der individuellen und kollektiven Geschichte steht sie, so Andreas Mayer, für Illusionsbereinigung und Fortschrittsskepsis. „Wenn Freud recht behält, bildet die Psychoanalyse keine neue Weltanschauung und kein geschlossenes System aus, sondern gleicht vielmehr einem immer wieder von Neuem zu beginnenden Eroberungsfeldzug in einem Gebiet, das von zahlreichen Unbekannten beherrscht wird.“ Der Blick auf Freuds Biografie zeigt ein vielschichtiges Bild, das viele Therapeuten mit ihm teilen werden:

„Auch der fähigste Therapeut auf der Welt kann sein eigenes Leben nur wie ein normales blindes und getriebenes menschliches Wesen leben. Wie seine Patienten erhält er hin und wieder eine schwache Ahnung der seltsamen Aktivitäten, die hinter dem Vorhang des Bewusstseins stattfinden; und ebenso wie seine Patienten ist er immer mit einer kleinen Verzögerung hinter ihnen her. Das absolute Paradox der Psychoanalyse ist die fast greifbare Nutzlosigkeit ihrer Einsichten. Der Versuch »das Unbewusste bewusst zu machen« – das ist das Programm der Psychotherapie – heißt Wasser in ein Sieb gießen. Was herauskommt ist nur die Feuchtigkeit, die auf der Oberfläche zurückbleibt.“

### Kritische Auseinandersetzung
Dennoch waren Freuds Theorien von Anfang an unterschiedlichster Kritik ausgesetzt. Eine kritische Auseinandersetzung mit Freuds Lehrmeinungen ließ schon unter seinen frühen Anhängern nicht lange auf sich warten. Eigene Lehren entwickelten erst Alfred Adler, dann auch der von Freud zunächst als Nachfolger vorgesehene C. G. Jung. Hüterin von Freuds Erbe wurde seine Tochter Anna Freud, die sich zur Psychoanalytikerin ausbilden ließ, selbst publizierte und ihren 1923 an Gaumenkrebs erkrankten Vater bei Vorträgen und Kongressen vertrat. Sie blieb auch bei ihm, als er nach der Bücherverbrennung 1933 in Wien ausharrte und begleitete ihn nach dem „Anschluss“ Österreichs 1938 ins Londoner Exil.
Auch Ludwig Wittgenstein deutete Freuds Wirken kritisch: „Freud hat (uns) durch seine fantastischen Pseudo-Erklärungen (gerade weil sie geistreich sind) einen schlimmen Dienst erwiesen. (Jeder Esel hat sie nun zur Hand mit ihrer Hilfe Krankheitserscheinungen zu erklären.)“ Die Kritik hält bis heute an, wobei allerdings zu beachten ist, dass die Psychoanalyse seit Freud in vielfältige Richtungen weiterentwickelt wurde und in ihrer aktuellen Ausprägung nicht in allen Punkten mit den Auffassungen Freuds übereinstimmt. Zu erwähnen sind die Ich-Psychologie, die sich im Anschluss an Anna Freud entwickelte und später durch Vertreter wie Heinz Hartmann, Ernst Kris, Rudolph Loewenstein und Erik H. Erikson fortgeführt wurde; weiterhin die Objektbeziehungstheorie Melanie Kleins, die Selbstpsychologie Heinz Kohuts und die Theorie Jacques Lacans mit besonderem Augenmerk auf die Funktion des Sprechens und der Sprache in der Psychoanalyse. Zum Teil finden Freuds Auffassungen Unterstützung durch Erkenntnisse der noch jungen Neuropsychoanalyse.
Die Existenz eines Todestriebs, den der späte Freud 1920 postulierte, wurde noch zu Freuds Lebzeiten von einigen (marxistischen) Psychoanalytikern bestritten oder stark angezweifelt.
Auch die klassische Triebtheorie, die von einem Antagonismus zwischen Libido und Aggression ausging, wurde um die Annahme zusätzlicher menschlicher Grundbedürfnisse erweitert, z. B. Bindung, Individuation und Exploration. Der Pansexualismusvorwurf, d. h. die Behauptung, die Psychoanalyse führe alles auf Sexualität zurück, übersieht zum einen, dass Freud einen sehr viel umfassenderen Begriff von „Sexualität“ hatte, als es heute üblicherweise der Fall ist, und zum anderen, dass die Sexualtheorie in manchen Versionen der modernen Psychoanalyse nur eine Randstellung innehat.
Freud trennte sich von seinen Mitstreitern immer dann, wenn er seine zentrale Idee, Neurosen hätten ihren Ursprung in der individuellen Sexualität, bedroht sah. Er fürchtete um die Bedeutung seiner zentralen Entdeckung. Die weitere Entwicklung der Psychoanalyse mit ihren vielfältigen Richtungen und Schulen hat gezeigt, dass es keine monokausalen Erklärungen für Neurosen gibt.
Deutungsprobleme schafft, dass Freud sich zum Teil widerspricht, manchmal sogar in derselben Publikation. Beispielsweise in der Traumdeutung, die immer noch als ein Eckpfeiler der Psychoanalyse gilt und vielleicht am wenigsten umstritten ist, behauptet Freud, dass Träume regelmäßig auf infantilen Wünschen beruhen und häufig sexuell motiviert seien. Gleichzeitig sind seine Beispiele und Deutungen (vor allem eigener Träume) gemäß Mackenthun oft weder infantil noch sexuell motiviert.
Freuds Aussagen zum Thema des sexuellen Missbrauchs, auf den er in seinen Analysen immer wieder durch Erinnerungen, Träume und andere Hinweise seiner Patientinnen gestoßen war, wurden von Anfang an kritisiert. Er ordnete die Aussagen seiner Patientinnen in späteren Veröffentlichungen oftmals als ‚ödipal gefärbte Wunschphantasien‘ ein. In diesem Punkt unterscheidet sich die Psychoanalyse von anderen Theorien: Unbewussten sexuellen Phantasien, Vorstellungen und Wünschen wird kein geringerer Stellenwert eingeräumt als manifesten Erlebnissen.
Häufig bezweifelt wird auch Freuds Theorie vom sogenannten „Penisneid“: Dieser stehe in der psychischen Entwicklung mancher Mädchen symmetrisch der „Kastrationsangst“ der Jungen gegenüber. Freud leitete daraus weitere mögliche Besonderheiten des weiblichen Seelenlebens ab.
Von der Religionswissenschaft und der Theologie wurden Freuds Thesen, von einigen Ausnahmen wie Eugen Drewermann und Günter Krinetzki abgesehen, in der Regel zurückhaltend aufgenommen. Dennoch fanden viele seiner Begriffe und Überlegungen, zum Teil ohne genaue Identifikation ihrer Herkunft, Eingang in die Religionswissenschaft.

### Ausdrückliche Wertschätzung
Als „in die eigentliche Textur des modernen Denkens verwoben“ sieht der US-amerikanische Historiker und Psychoanalytiker Peter Gay Freuds Denken in vielerlei Hinsicht – „ob man bei ihm Anleihen macht oder ihn ablehnt, ob man ihn bewundert oder ihm mißtraut, ihn genau zitiert oder verzerrt“. Auf je eigene Art zur Unsterblichkeit Freuds beigetragen hätten „die gehässigen Wortklaubereien skeptischer Psychologen, die nicht weniger gehässigen Abwertungsversuche der Marxisten und die sogar noch gehässigeren Polemiken der Feministinnen.“ Als ein „überragender Gestalter des modernen Geistes“ sei und bleibe Freud „eine so allgegenwärtige und umstrittene Autorität, wie es Plato im klassischen Altertum gewesen ist.“
Bei dem Bemühen, seine Lehre als einheitliches Werk zu bewahren, habe Freud „über sein Genie als Erforscher des Unbewussten hinaus“ einen „ausgeprägten pragmatischen Sinn“ erkennen lassen, heißt es bei der Religions- und Kulturwissenschaftlerin Irene Berkel. Zusammen mit seinen Anhängern habe er – nach Gründung einer internationalen psychoanalytischen Bewegung im Jahr 1910 – von den Zentren Wien, Budapest, Berlin und Zürich aus zielstrebig die Institutionalisierung und internationale Ausbreitung der Psychoanalyse betrieben. Gründung und Herausgabe verschiedener psychoanalytischer Zeitschriften ab dem Jahr 1909 hätten der noch jungen psychoanalytischen Vereinigung zudem „ein Forum für theoretische Auseinandersetzungen und Entwicklungen“ geboten. Freuds Originalität zeige sich darin, dass er die Psychoanalyse für andere Wissenschaften geöffnet und so zahlreiche Anregungen für seine eigene Arbeit gewonnen habe.
Eine Auseinandersetzung mit dem Werk Sigmund Freuds werde schwerlich vermeiden können, urteilt der Wissenschaftshistoriker und Vertreter der „New Freud Studies“ Andreas Mayer, wer sich „um ein Verständnis der Kulturen der westlichen Welt des 20. Jahrhunderts bemüht.“ Von Freuds Zeitgenossen bis in die Gegenwart hinein „haben seine Werke in den Sozial- und Geisteswissenschaften auf jede Generation in jeweils eigener Weise gewirkt.“ Im Rahmen einer „akademisch relevanten Auswahl“ reiche die Liste „von den philosophische Auseinandersetzungen bei Ludwig Wittgenstein, Karl Popper oder Adolf Grünbaum, den verschiedenen Lesarten in der französischen Theoriediskussion bei Jean-Paul Sartre, Maurice Merleau-Ponty, Jacques Lacan, Claude Lévi-Strauss, Jacques Derrida, Michel Foucault und Paul Ricœur, der vielfältigen Rezeption in der Literaturtheorie, den freudomarxistischen Spielarten der Frankfurter Schule bis zu den anthropologischen und soziologische Analysen von Autoren wie Philipp Rieff und Ernest Gellner.“ Viele von Freud geprägte Begriffe wie „Ödipuskomplex“, „Narzissmus“, „Fixierung“, „Kastrationsangst“ oder „Penisneid“ seien zum Allgemeingut geworden.
Eine neue Anthropologie, eine neue Lehre vom Menschen habe Freud geschaffen, findet der Erziehungswissenschaftler Micha Brumlik, in Reichtum, Analyse und Deutungskraft ebenso unerschöpflich wie diejenigen von Platon und Descartes. So wie Platons Bild des Menschen der Krise der griechischen Polis entsprungen sei und Descartes Neuansatz nicht ohne die sich herausbildende bürgerliche Gesellschaft zu denken sei, „so artikuliert sich im Denken Sigmund Freuds die tödliche Krise der europäischen Moderne, die in der Urkatastrophe des ‚Ersten‘ Weltkrieges ihr Signum erhielt.“ Freud habe bereits 1915 vorausgesehen, welche Bedeutung dieser Krieg für die Menschheit haben werde. Er habe unter anderem zur Präzisierung und Verbreitung des Begriffs Trauma wesentlich beigetragen.
Wer von der Moderne spreche, so der deutsche Literaturwissenschaftler Peter-André Alt, komme an der Psychoanalyse nicht vorbei. „Die Diagnose, die sie dem Trieb und dem Unbewußten stellt, erfaßt unsere großen Erzählungen von der Kultur des Menschen. Niemand kann diese Erzählungen mehr anheben lassen, ohne den Deutungsmustern Freuds seinen Tribut zu zollen.“ Aus den intimsten Erfahrungen ihres Begründers sieht Alt die Netze dieser neuen Theorie gewebt. „Das rückt sie in die Nähe der Kunst, deren Werke immer auch die subjektive psychische Signatur ihrer Schöpfer tragen.“ Auch wo sie sich auf die Philosophie des 19. Jahrhunderts, auf die neuere Naturforschung, auf die europäische Literatur oder auf die Ethnologie und die Mythendeutung der klassischen Altertumswissenschaften stützte, sei Freuds Theorie „ein hochgradig originelles System, das unabhängige Urteile über Trieb und Geist, Gesellschaft und Staat, Religion und Kultur ermöglichte.“ Was Freud geschaffen habe, dauere fort „als herausforderndes Vermächtnis der dunkelsten und zugleich hellsten Wissenschaft vom Menschen, die jemals entworfen wurde.“

## Auszeichnungen und postume Ehrungen

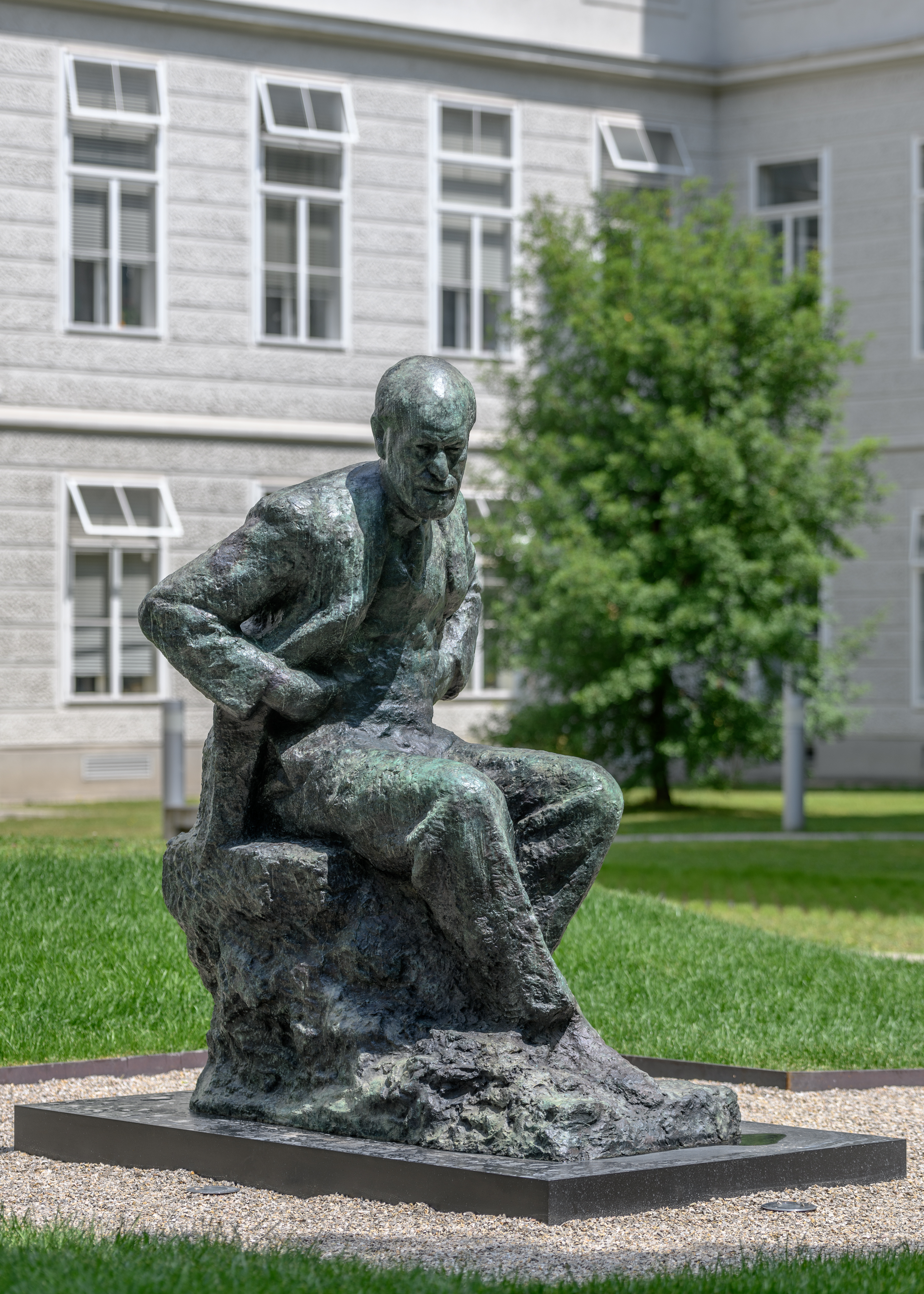
Sigmund-Freud-Statue im Innenhof der Meduni Wien

### Preise an Freud
- 1930: Goethepreis der Stadt Frankfurt am Main

### Nach Freud benannte Einrichtungen
- Am University College London wurde ein Freud Memorial Chair, ein Lehrstuhl für einen namhaften Psychoanalytiker, eingerichtet. Er besteht bis heute. Sein erster Inhaber Joseph Sandler hat die Einrichtung einer Psychoanalytic Unit an dieser Universität angeregt und durchgesetzt. Es folgten 1982 Janine Chasseguet-Smirgel und 1987 Hanna Segal. Heute ist Peter Fonagy Inhaber des Freud Memorial Chairs und Leiter der Unit.
- 1964 wurde in Frankfurt das Sigmund-Freud-Institut für Forschung und Lehre gegründet. 1995 wurde die Lehre ausgegliedert und dem Frankfurter Psychoanalytischen Institut übertragen.
- Seit 1989 heißt die Schule, an der Freud maturierte, Sigmund-Freud-Gymnasium.
- In den 1990er Jahren wurde das Landesnervenkrankenhaus in Graz, eine 1874 errichtete Einrichtung für Menschen mit psychischen Erkrankungen, in Landesnervenklinik Sigmund Freud (LSF) umbenannt.
  - Seit einer Renovierung nach 2000 trägt die Fassade des Eingangsgebäudes die Reproduktion eines handschriftlichen Briefs von Freud aus 1901
- Im Jahr 2005 wurde die Sigmund Freud Privatuniversität Wien gegründet. An dieser Universität wurde weltweit zum ersten Mal die Psychotherapiewissenschaft als Vollstudium angeboten. 2015 wurde ihr neuer Sitz eröffnet, der auf dem ehemaligen Weltausstellungs- bzw. Messegelände erbaut wurde.[202] Er befindet sich in der Leopoldstadt (2. Bezirk) am Freudplatz, der im Jahr 2014 nach Freud und seiner Tochter Anna Freud benannt wurde.

### Nach Freud benannte Preise
- Seit 1964 wird alljährlich der Sigmund-Freud-Preis für wissenschaftliche Prosa von der Deutschen Akademie für Sprache und Dichtung verliehen.
- In Wien findet alljährlich am 6. Mai die Sigmund-Freud-Vorlesung statt, zu der namhafte Vortragende weltweit eingeladen werden.
- Seit 1999 wird der Internationale Sigmund-Freud-Preis für Psychotherapie von der Stadt Wien gestiftet und vom World Council for Psychotherapy verliehen.

### Denkmäler und Orte
- Am 4. Februar 1955 wurde auf Vorschlag von Hans Hoff im Arkadenhof der Universität Wien ein Denkmal errichtet. Dabei wurde die Kopie jener 1920 von David Paul Königsberger gefertigten Porträtbüste aufgestellt, die Freud ein Jahr später zu seinem 65. Geburtstag geschenkt worden war. Der Marmorsockel gibt die Jahre von Freuds Lehrtätigkeit an (1885–1934) und würdigt ihn in Anspielung auf die Psychoanalyse und den Ödipuskomplex mit einem Zitat aus den Schlussversen der Tragödie König Ödipus des Sophokles im altgriechischen Original; in Übersetzung: „der die berühmten Rätsel löste und ein hochbedeutender Mann war“.
- 1970 wurde in der Nähe Freuds Wohnhaus in London-Hampstead, dem heutigen Freud-Museum, eine Statue aufgestellt.
- In den Jahren 2004 bis 2006 wurde in Berlin unter dem Titel Mit Freud in Berlin eine Gedenktafelreihe etabliert, die an 19 wichtige Vertreter der Gründergeneration – von Karl Abraham über Edith Jacobson und Melanie Klein bis René A. Spitz – erinnert. Diese Aktion wurde von der Deutschen Psychoanalytischen Gesellschaft initiiert.
- Anlässlich seines 150. Geburtstags wurde im Mai 2006 in Südtirol eine Promenade von Oberbozen nach Klobenstein eröffnet und nach ihm benannt. Freud hatte mehrmals seinen Urlaub in Klobenstein verbracht und 1911 auch seine silberne Hochzeit dort gefeiert.[203]
- Am 4. Juni 2018, 80 Jahre nachdem Freud Wien vom Westbahnhof aus in Richtung Paris verlassen hatte, wurde an der Medizinischen Universität Wien eine Freud-Statue enthüllt, in Anwesenheit von Stephan Doering, Vorstand der Universitätsklinik für Psychoanalyse und Psychotherapie, Universitätsrektor Markus Müller, David Freud, Urenkel von Sigmund Freud, Aurelia Young, Tochter des Künstlers Oscar Nemon, und Bildungsminister Heinz Faßmann. Die Statue wurde vom kroatischen Künstler Oscar Nemon gestaltet.[204]

### Sonstiges
- Sigmund Freud ist auf der österreichischen 50-Schilling-Banknote von 1987 zu sehen, der letzten mit diesem Wert herausgegebenen vor der Euroeinführung.
- Nach Sigmund Freud sind auch der Mondkrater Freud und der Asteroid (4342) Freud benannt.[205]
- Sigmund Freuds Handschrift wurde in einem Kunstprojekt des Typografen Harald Geisler als Font digitalisiert.[206] Dieser ermöglicht es auf dem Computer oder Smartphone Texte in Freuds Handschrift zu verfassen.[207] Das Projekt wurde 2013 in Zusammenarbeit mit dem Sigmund Freud Museum Wien und dem Freud Museum (London) auf der Crowdfunding-Plattform Kickstarter vorgestellt und von 1481 Unterstützern finanziert.[208] Der Font enthält mehrere Varianten von jedem Buchstaben, die jeweils auf Vorlagen von Freuds Manuskripten basieren, diese unterschiedlichen Buchstabenvarianten werden automatisch während des Schreibens angepasst und erzeugen ein natürliches Schriftbild.[209]

## Museen
- Sigmund Freud Museum, Wien: 1971 wurde in Freuds langjähriger Wohnung und Praxis in der Berggasse 19 in Wien 9 das Sigmund Freud Museum eröffnet.
- Freud Museum London, London: 1986 wurde in Freuds Wohnung in London 20 Maresfield Gardens, wohin er nach 1938 geflohen war, das Freud Museum eröffnet. Dort befindet sich auch die berühmte Couch und die Mehrzahl seiner Bücher.
- Museum Geburtshaus Sigmund Freud, Příbor (Freiberg in Mähren): 2006 eröffnete in Freuds Geburtshaus in Freiberg in Mähren ein weiteres Museum.

## Schriften

### Veröffentlichungen
Zu Freuds Veröffentlichungen zählen, in chronologischer Reihenfolge:
- Über den psychischen Mechanismus hysterischer Phänomene. Zusammen mit Breuer. 1893.
- Ueber Coca. In: Centralblatt für die gesammte Therapie. 2, 1884, S. 289–314 vlp.mpiwg-berlin.mpg.de (PDF; 2,1 MB)  (Neu durchgesehener und vermehrter Separat-Abdruck, Wien 1885).
- Entwurf einer Psychologie. 1895 (Manuskript; veröffentlicht 1950).
- Studien über Hysterie. 1895.
- Zur Ätiologie der Hysterie. 1896. (Aufsatz; erste Verwendung des Begriffes „Psychoanalyse“).
- Eine erfüllte Traumahnung. (10. November) 1899 (Manuskript; veröffentlicht 1941 in Gesammelte Werke, Band 17, S. 21–23).[210]
- Die Traumdeutung. 1900.
- Über den Traum. In: Hans Kurella, Leopold Löwenfeld (Hrsg.): Grenzfragen des Nerven- und Seelenlebens. Bergmann, Wiesbaden 1901. Ergänzt um das Thema Symbolismus ebenfalls im Verlag Bergmann 1911 (2. Auflage 1921); seit 1942 auch in Gesammelte Werke. Band 2/3, S. 645–700.[211]
- Zur Psychopathologie des Alltagslebens. 1904.
- Drei Abhandlungen zur Sexualtheorie. 1905 (vgl. dazu den Artikel Infantile Sexualität nach Freud).
- Die „kulturelle“ Sexualmoral und die moderne Nervosität. 1908.
- Über Psychoanalyse. Fünf Vorlesungen gehalten zur 20-jährigen Gründungsfeier der Clark University in Worcester Mass. September 1909. 7., unveränderte Auflage. Verlag: Franz Deuticke, Leipzig-Wien 1924.
- Über Psychoanalyse. 1910.
- Eine Kindheitserinnerung des Leonardo da Vinci. 1910.
- mit David Ernst Oppenheim: Träume im Folklore. 1911 (Manuskript, 1956 wieder aufgetaucht; veröffentlicht 1958 in: Dreams in Folklore. Teil 2. International Universities Press, New York, S. 69–111).[212]
- Der Traum als Beweismittel (aus der Beitragsgruppe Beiträge zur Traumdeutung). In: Internationale Zeitschrift für Psychoanalyse. Band 1, Nr. 1, 1913, S. 73–78. Auch in: Sigmund Freud: Sammlung kleiner Schriften zur Neurosenlehre. 5 Bände. Wien 1906–1922, 1918. Vgl. auch Gesammelte Werke Band 10, S. 12–22.[213]
- Märchenstoffe in Träumen. In: Internationale Zeitschrift für Psychoanalyse. Band 1, Nr. 2, 1913, S. 147–151. Später auch in: Sammlung kleiner Schriften zur Neurosenlehre.[214][215]
- Totem und Tabu. 1913.
- Zur Geschichte der psychoanalytischen Bewegung. 1914.
- Zur Einführung des Narzissmus 1914.
- Zeitgemäßes über Krieg und Tod. 1915.
- Trauer und Melancholie. 1916.
- Vorlesungen zur Einführung in die Psychoanalyse. 1916–1917.
- Das Unheimliche. 1919.
- Jenseits des Lustprinzips. 1920 (Digitalisat 2. Aufl.)
- Massenpsychologie und Ich-Analyse. 1921 (Digitalisat)
- Sammlung kleiner Schriften zur Neurosenlehre. 5 Bände. Wien 1906–1922.
- Traum und Telepathie. erstmals In: Imago. Band 8, Nr. 1, 1922, S. 1–22.[216]
- Das Ich und das Es. 1923.
- Selbstdarstellung. 1925.
- Die Frage der Laienanalyse, 1926.
- Hemmung, Symptom und Angst. 1926.
- Die Zukunft einer Illusion. 1927.
- Das Unbehagen in der Kultur. 1930 (Digitalisat).
- Meine Berührung mit Josef Popper-Lynkeus. In: Allgemeine Nährpflicht. Band 15, 1932.[217]
- Vier psychoanalytische Krankengeschichten. Internationaler psychoanalytischer Verlag, Wien 1932 (Digitalisat)
- Warum Krieg? 1933 (Briefwechsel mit Albert Einstein).
- Neue Folge der Vorlesungen zur Einführung in die Psychoanalyse. 1933.
- Die endliche und die unendliche Analyse. 1937.
- Abriß der Psychoanalyse 1938.
- Der Mann Moses und die monotheistische Religion. 1939 (Digitalisat).

### Unveröffentlichte Schriften: Das Freud-Archiv
Eine sehr große Sammlung von Originalschriften und Briefen Freuds befindet sich in der Sigmund Freud Collection der Library of Congress in Washington. Das sogenannte Freud-Archiv wurde 1951 auf Betreiben von Anna Freud und vor allem Kurt Eissler gegründet. Zu den ursprünglichen Kuratoren gehörten neben Eissler als Direktor, Ernst Kris und Heinz Hartmann. Es umfasst ca. 80.000 Dokumente zur Frühgeschichte der Psychoanalyse, davon etwa 35.000 Briefe und 45.000 Manuskripte. Ein zweites Archiv dieser Art befindet sich in Sigmund und Anna Freuds letztem Wohnsitz Maresfield Gardens, dem heutigen Freud Museum in London.
Die restriktive Zugangspolitik des Archivs war Gegenstand der Kritik seitens der historischen Forschung. Insbesondere sind Briefe, die Freud verfasst hat, teilweise bis über das Jahr 2060 hinaus unter Verschluss gehalten. Für die Einsicht in bestimmte Dokumente benötigt man eine Sondergenehmigung des Leiters der Handschriftenabteilung nach Absprache mit den Sigmund Freud Archives in New York, welche aber nur in Ausnahmefällen erteilt wird. Für eine Reihe von Briefen gibt es kein Freigabedatum.
Für die wissenschaftliche Beschäftigung mit Freud ergibt sich daraus ein Problem: Zu Korrekturen und Auslassungen in früheren Veröffentlichungen seiner Schriften, wie etwa in den 1950 erschienenen Briefen von Freud an Wilhelm Fließ, bestand lange Zeit kein Zugang. In der Erstveröffentlichung dieser Schriften hatten seine Tochter Anna Freud und Ernst Kris zahlreiche Retuschen vorgenommen, wie Jeffrey Masson, Herausgeber der 1985 erschienenen, vollständigen Briefsammlung, nachweisen konnte.
Im Februar 2017 wurden ca. 20.000 Dokumente der Sigmund Freud Papers in digitalisierter Form öffentlich zugänglich gemacht. Es handelt sich dabei vornehmlich um Briefdokumente.

### Gesamtausgaben

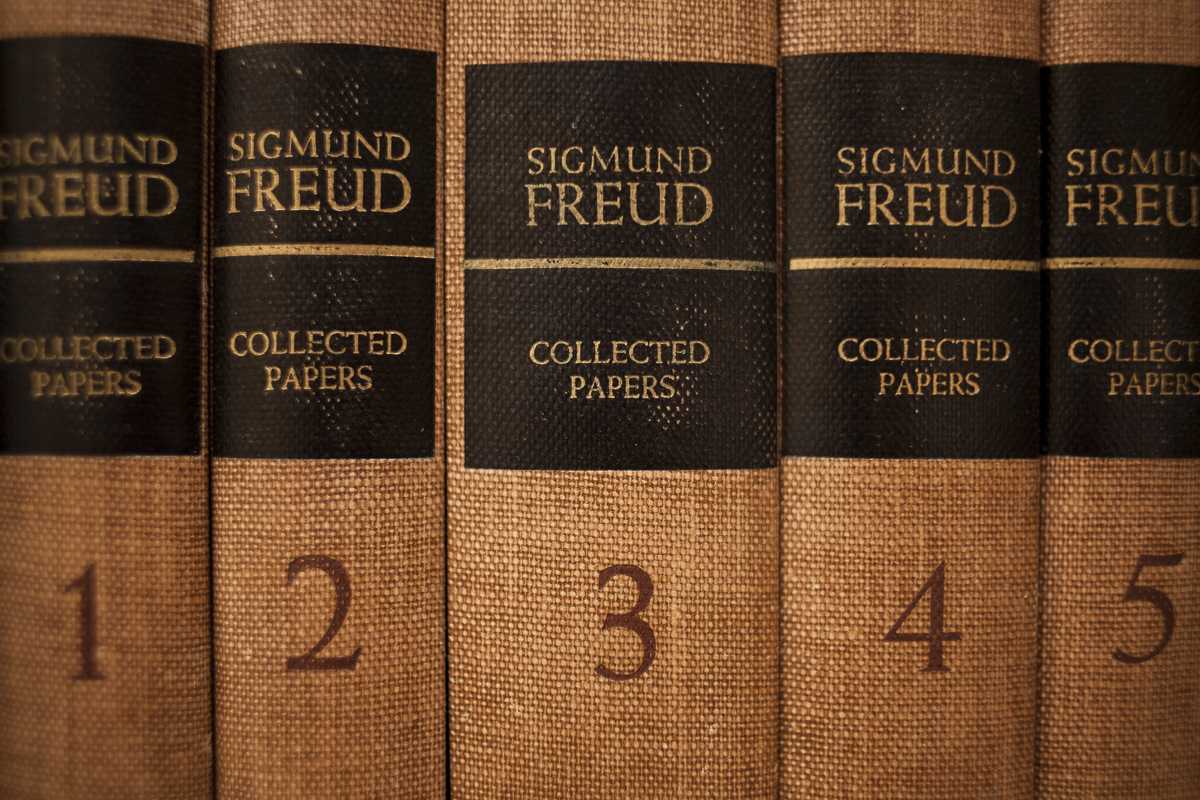
Collected Papers. New York: Basic Books, (1959)

- Gesammelte Schriften. 12 Bde., Hrsg. v. Anna Freud, Psychoanalytischer Verlag, Leipzig 1924–1934.
- Gesammelte Werke. Chronologisch geordnet. 17 Bände, dazu ein Registerband (Band 18) und ein Band mit Nachträgen (Band 19). Hrsg. v. Anna Freud u. a. Zuerst erschienen bei Imago, London 1940–1952, Registerband 1968, Nachtragsband Texte aus den Jahren 1885 bis 1938 1987, mehrere Auflagen; Nachdruck beim Fischer Taschenbuch-Verlag 1999, ISBN 3-596-50300-0 („Imago-Ausgabe“; umfassendste Edition von Freuds Schriften, nach dieser Ausgabe wird am häufigsten zitiert).
- Standard Edition of the Complete Psychological Works of Sigmund Freud. 24 Bände Hrsg. v. James Strachey in Zusammenarbeit mit Anna Freud. Hogarth Press, London 1953–1974 (englische Übersetzung; die Ausgabe mit dem ausführlichsten editorischen Material).
- Studienausgabe. 10 Bände und ein Ergänzungsband. Hrsg. von Alexander Mitscherlich, Angela Richards, James Strachey. S. Fischer, Frankfurt am Main. Die Bände 1 bis 10 erschienen zuerst 1969 bis 1975. Der Ergänzungsband mit Freuds technischen Schriften wurde von Ilse Grubrich-Simitis herausgegeben und erschien 1975. (Die Studienausgabe enthält etwa zwei Drittel der Standard Edition. Die Studienausgabe ist die philologisch beste Ausgabe in deutscher Sprache, mit editorischen Vorbemerkungen zu jedem Text, Anmerkungen der Herausgeber zu Entwicklungen von Freuds Denken sowie dem Nachweis wichtiger Änderungen, die Freud in verschiedenen Auflagen seiner Schriften vorgenommen hat; jeder Band enthält eine Bibliographie sowie ein ausführliches Register. Der editorische Apparat dieser Ausgabe beruht überwiegend auf der von Strachey ab 1953 herausgegebenen Standard Edition.).
  - 1977 wurde die Studienausgabe um eine bereits 1975 außer der Reihe erschienene Arbeit von Ingeborg Meyer-Palmedo erweitert: Sigmund-Freud-Konkordanz und -Gesamt-Bibliographie, so dass die Studienausgabe vorübergehend zwei Ergänzungsbände umfasste, insgesamt also 12 Bände. Ein Nachdruck der 12-bändigen Studienausgabe erschien 1982 im Fischer Taschenbuch-Verlag, Frankfurt am Main, ISBN des ersten Bandes, ISBN 3-596-27301-3.
  - 1989 veröffentlichte der S. Fischer-Verlag eine revidierte Neuausgabe der Studienausgabe, jetzt wieder ohne die Bibliographie, also in 11 Bänden, ISBN 3-10-822732-7. Im Jahr 2000 erschien im Fischer Taschenbuch-Verlag eine Lizenzausgabe der revidierten Neuausgabe der Studienausgabe von 1989, ISBN 3-596-50360-4 (Die Revision besteht vor allem in der Beseitigung von Druckfehlern und in der Verbesserung der Querverweise zu seitengenauen Querverweisen innerhalb der Ausgabe.).
  - Parallel zur revidierten Neuausgabe der Studienausgabe im Jahr 1989, aber außerhalb dieser Reihe, erschien im selben Jahr eine revidierte und erweiterte Version der Bibliographie; der Titel wurde dabei verändert in Freud-Bibliographie mit Werkkonkordanz. ISBN 3-10-022742-5; 1999 erschien eine verbesserte und erweiterte Auflage. dieser Bibliographie, ISBN 3-10-022742-5.
- Werkausgabe in zwei Bänden. Band 1: Elemente der Psychoanalyse. Band 2: Anwendungen der Psychoanalyse. Herausgegeben und kommentiert von Anna Freud und Ilse Grubrich-Simitis. Fischer Verlag, Frankfurt am Main 2006, ISBN 3-596-17216-0.
- Das Lesebuch. Schriften aus vier Jahrzehnten. Herausgegeben und kommentiert von Cordelia Schmidt-Hellerau. Fischer, Frankfurt 2006, ISBN 3-10-073302-9.

### Briefe
- Mit Carl Gustav Jung: Briefwechsel. Herausgegeben von W. McGuire, W. Sauerländer. Fischer Verlag, Frankfurt am Main 1974.
- Briefe 1873–1939. Ausgewählt und herausgegeben von Ernst u. Lucie Freud. Frankfurt am Main 1960; 3. Auflage. S. Fischer, Frankfurt am Main 1980.
- Briefe an Wilhelm Fließ 1887–1904. Ungekürzte Ausgabe, herausgegeben von Jeffrey Moussaieff Masson. (Deutsche Fassung von Michael Schröter, Transkription von Gerhard Fichtner). Frankfurt am Main, S. Fischer Verlag 1986, ISBN 3-10-022802-2.
- Brautbriefe: Briefe an Martha Bernays aus d. Jahren 1882–1886. Ausgew., hrsg. u. mit e. Vorw. vers. von Ernst L. Freud. Fischer-Taschenbuch-Verlag, Frankfurt am Main 1987, ISBN 3-596-26733-1.
- Mit Max Eitingon: Briefwechsel (1906–1939). edition diskord 2004.
- Mit Anna Freud: Briefwechsel. Herausgegeben von Ingeborg Meyer-Palmedo. Fischer Verlag, Frankfurt am Main 2006, ISBN 3-10-022750-6.
- Unterdeß halten wir zusammen. Briefe an die Kinder. Herausgegeben von Michael Schroeter unter Mitwirkung von Ingeborg Meyer-Palmedo und Ernst Falzeder. Aufbau Verlag, Berlin 2010, ISBN 978-3-351-03302-6.

### Biografien
- Andreas Mayer: Sigmund Freud. Zur Einführung. Junius Verlag, Hamburg 2017, ISBN 978-3-88506-090-1.
- John Forrester, Laura Cameron: Freud in Cambridge. Cambridge University Press, Cambridge, England 2017, ISBN 978-0-521-86190-8.
- Peter-André Alt: Sigmund Freud. Der Arzt der Moderne. Eine Biographie. Beck, München 2016, ISBN 978-3-406-69688-6 (über das Buch).
- Adam Phillips: Becoming Freud: The Making of a Psychoanalyst. Yale University Press, New Haven, 2014, ISBN 978-0-300-15866-3.
- Irene Berkel: Sigmund Freud. Wilhelm Fink, Paderborn 2008, ISBN 978-3-7705-4605-3.
- Annette Meyhöfer: Eine Wissenschaft des Träumens. Sigmund Freud und seine Zeit. Knaus, München 2006, ISBN 3-8135-0228-7.
- Birgit Lahann: Als Psyche auf die Couch kam. Das rätselvolle Leben des Sigmund Freud. Aufbau Verlag, Berlin 2006, ISBN 3-351-02631-5.
- Eva Weissweiler: Die Freuds. Biografie einer Familie. Kiepenheuer & Witsch, Köln 2006, ISBN 3-462-03617-3.
- Christian Moser: Sigmund Freud – Die ganze Wahrheit. Carlsen, Hamburg 2006, ISBN 3-551-78195-8 (Comic).
- Linde Salber: Der dunkle Kontinent. Freud und die Frauen. Rowohlt Taschenbuch-Verlag, Reinbek 2006, ISBN 3-499-62138-X.
- Hans-Martin Lohmann: Sigmund Freud. Rowohlt Taschenbuch-Verlag, Reinbek 1998, ISBN 3-499-50601-7. (Neuausgabe: 2006, ISBN 3-499-50693-9).
- Charles Rojzman: Freud. Un humanisme de l'avenir. Desclée de Brouwer, Paris 1998. (Freud, the humanist. Open Gate, London 1999, ISBN 1-871871-46-8)
- Peter Gay: Freud. A life for our time. Norton, New York 1988, ISBN 0-393-02517-9. (Eine Biographie für unsere Zeit. Übersetzt von Joachim A. Frank. S. Fischer, Frankfurt am Main 1989, ISBN 3-596-17170-9, Lizenzausgabe im Fischer Taschenbuch-Verlag, Frankfurt am Main 1995, ISBN 3-596-12913-3).
- Marianne Krüll: Freud und sein Vater. Die Entstehung der Psychoanalyse und Freuds ungelöste Vaterbindung. Psychosozial, Gießen 1979. (3. Auflage. 2004, ISBN 3-89806-361-5)
- Ronald W. Clark: Sigmund Freud. The man and the cause. Cape, London 1980, ISBN 0-224-01745-4. (deutsch: Sigmund Freud. Übersetzt von Joachim A. Frank. S. Fischer, Frankfurt am Main 1981, ISBN 3-10-010802-7)
- Paul Roazen, G.H. Müller (Übersetzer): Sigmund Freud und sein Kreis – Eine biographische Geschichte der Psychoanalyse. Gustav Lübbe, Bergisch Gladbach 1976, ISBN 3-88199-385-1 Die Biografie beruht auch auf den Interviews, die Paul Roazen auszugsweise in seinem Buch „Wie Freud arbeitete“ wiedergegeben hat, verfügt also über starkes Quellenmaterial.
- Paul Roazen: Wie Freud arbeitete – Berichte von Patienten aus erster Hand Psychosozial-Verlag, Gießen (1999, ISBN 3-932133-48-X).
- Max Schur: Freud. Living and dying. International University Press, New York 1972. (Sigmund Freud. Leben und Sterben. Übersetzt von Gert Müller. Suhrkamp, Frankfurt am Main 1973, ISBN 3-518-37278-5; Schur war Freuds letzter Arzt)
- Ernest Jones: Sigmund Freud. Life and work. 3 Bände. Hogarth, London 1954–1957. (Spätere Auflagen erschienen unter dem Titel The life and work of Sigmund Freud. Vollständige deutsche Übersetzung: Das Leben und Werk von Sigmund Freud. 3 Bände Übers. v. Katherine Jones und Gertrud Meili-Doretzki. Huber, Bern 1960–1962. Ein Nachdruck dieser vollständigen Übersetzung erschien 1984 bei dtv, München, ISBN 3-423-04426-8, der Titel wurde hierbei verändert in Sigmund Freud. Leben und Werk. Jones’ Freud-Biographie umfasst im englischen Original etwas mehr als 1500 Seiten. 1961 erschien bei Hogarth, London, eine von Lionel Trilling und Steven Marcus auf etwa die Hälfte gekürzte Fassung unter dem Titel The life and work of Sigmund Freud, mit einem Vorwort von Lionel Trilling. Die Übersetzung dieser gekürzten Fassung erschien 1969 unter dem Titel Sigmund Freud. Leben und Werk bei S. Fischer, Frankfurt am Main).
- Siegfried Bernfeld, Suzanne Cassirer Bernfeld: Freuds frühe Kindheit (1944). In: Dieselben: Bausteine der Freud-Biographik. Hrsg. v. Ilse Grubrich-Simitis. Suhrkamp, Frankfurt am Main 1981, ISBN 3-518-07577-2, S. 78–92.
- Werner Leibbrand: Freud, Sigmund. In: Neue Deutsche Biographie (NDB). Band 5, Duncker & Humblot, Berlin 1961, ISBN 3-428-00186-9, S. 407–409 (Digitalisat).

### Lexika
- Nador Fodor, Frank Gaynor (Hrsg.): Freud: Dictionary of psychoanalysis. A compilation of selections from Freud’s work. Philosophical Library, New York 1950, Nachdruck Greenwood, New York 1969.
- Jean Laplanche, Jean-Bertrand Pontalis: Das Vokabular der Psychoanalyse. Übersetzt von Emma Moersch. Suhrkamp, Frankfurt am Main 1972, zahlreiche unveränderte Auflagen, ISBN 3-518-07607-8. (Freud-Lexikon mit detaillierter Darstellung der Entwicklung der einzelnen Begriffe und mit Seitenverweisen auf die Gesammelten Werke und die Standard Edition; zuerst auf Französisch Paris 1967).
- Wolfgang Mertens, Bruno Waldvogel (Hrsg.): Handbuch psychoanalytischer Grundbegriffe. Kohlhammer, Stuttgart, 3., überarbeitete und erweiterte Ausgabe, ebenda 2008, ISBN 978-3-17-018844-0.
- Alain de Mijolla (Hrsg.): Dictionnaire international de la psychanalyse. 2 Bde., Calmann-Lévy, Paris 2002, ISBN 2-7021-2530-1 (erweiterte englische Übersetzung: International dictionary of psychoanalysis. 3 Bde., Thomson/Gale, Detroit 2005, ISBN 0-02-865924-4; die englische Übersetzung im Internet unter enotes.com).
- Humberto Nagera (Hrsg.): Psychoanalytische Grundbegriffe. Eine Einführung in Sigmund Freuds Terminologie und Theoriebildung. Fischer Taschenbuch-Verlag, Frankfurt am Main 1977 (zuerst englisch 1969 und 1970), ISBN 3-596-42288-4.
- Elisabeth Roudinesco, Michel Plon: Dictionnaire de la psychanalyse. Fayard, Paris 1997 (Übersetzung: Wörterbuch der Psychoanalyse. Namen, Länder, Werke, Begriffe. Springer, Heidelberg/New York 2004, ISBN 3-211-83748-5).
- Helmut Siefert: Freud, Sigmund. In: Werner E. Gerabek, Bernhard D. Haage, Gundolf Keil, Wolfgang Wegner (Hrsg.): Enzyklopädie Medizingeschichte. De Gruyter, Berlin/New York 2005, ISBN 3-11-015714-4, S. 438 f.
- Ross M. Skelton (Hrsg.): The Edinburgh International Encyclopaedia of Psychoanalysis. Edinburgh University Press, Edinburgh 2006, ISBN 0-7486-1265-3.

### Literarische Rezeption
- Das Theaterstück Le Visiteur (1993; deutsch: Der Besucher) von Éric-Emmanuel Schmitt spielt in Sigmund Freuds Arbeitszimmer. 1938, kurz nach dem Anschluss Österreichs, kommt wiederholt ein Nazi zu Freud und seiner Tochter. Mehrmals kommt auch „der Unbekannte“ (= „der Besucher“), der über übernatürliches Wissen verfügt und mit dem Atheisten Freud über die Existenz Gottes diskutiert.
- Der Roman Und Nietzsche weinte des amerikanischen Psychiaters Irvin D. Yalom spielt 1882 in Wien und handelt von einer fiktiven Behandlung des Philosophen Friedrich Nietzsche durch Josef Breuer. Dabei berät der Arzt sich mit seinem jungen Kollegen und Schüler Sigmund Freud und erörtert mit ihm die im Fall Bertha Pappenheims angewandten Methoden der Redekur (chimney-sweeping) und der Erinnerungsarbeit unter Hypnose. Unterschiedlicher Meinung sind beide über Freuds Traumdeutungshypothesen.
- In Robert Seethalers Roman Der Trafikant lässt der Autor seinen Protagonisten Franz Huchel dem alten und kranken Sigmund Freud 1937, kurz vor dessen Emigration, beim Kauf seiner Zigarren begegnen und mit ihm Freundschaft schließen. Der junge, unerfahrene Mann sucht beim berühmten Psychoanalytiker Orientierungshilfe, doch der verweist ihn in dieser Zeit politischer Unsicherheit auf sich selbst: „Wir tasten uns mühselig durch die Dunkelheit, um wenigstens hie und da auf etwas Brauchbares zu stoßen.“ Im besten Fall seien es Träume und er empfiehlt Franz, die seinen aufzuschreiben. „In den entscheidenden Dingen sind wir von Anfang an auf uns selbst gestellt. […] Du musst deinen eigenen Kopf bemühen. Und wenn dir der keine Antworten gibt, frag dein Herz!“
- Die in Deutschland unter dem Titel „Die Max-Liebermann-Krimis“ publizierten Romane des britischen Autors Frank Tallis spielen in Wien um 1900. Der Psychiater Max Liebermann, Freund und Berater des Wiener Polizeiinspektors, ist ein Schüler Freuds und geht in dessen Haus in der Berggasse 19 ein und aus.